# Skeppsbron, Stockholm

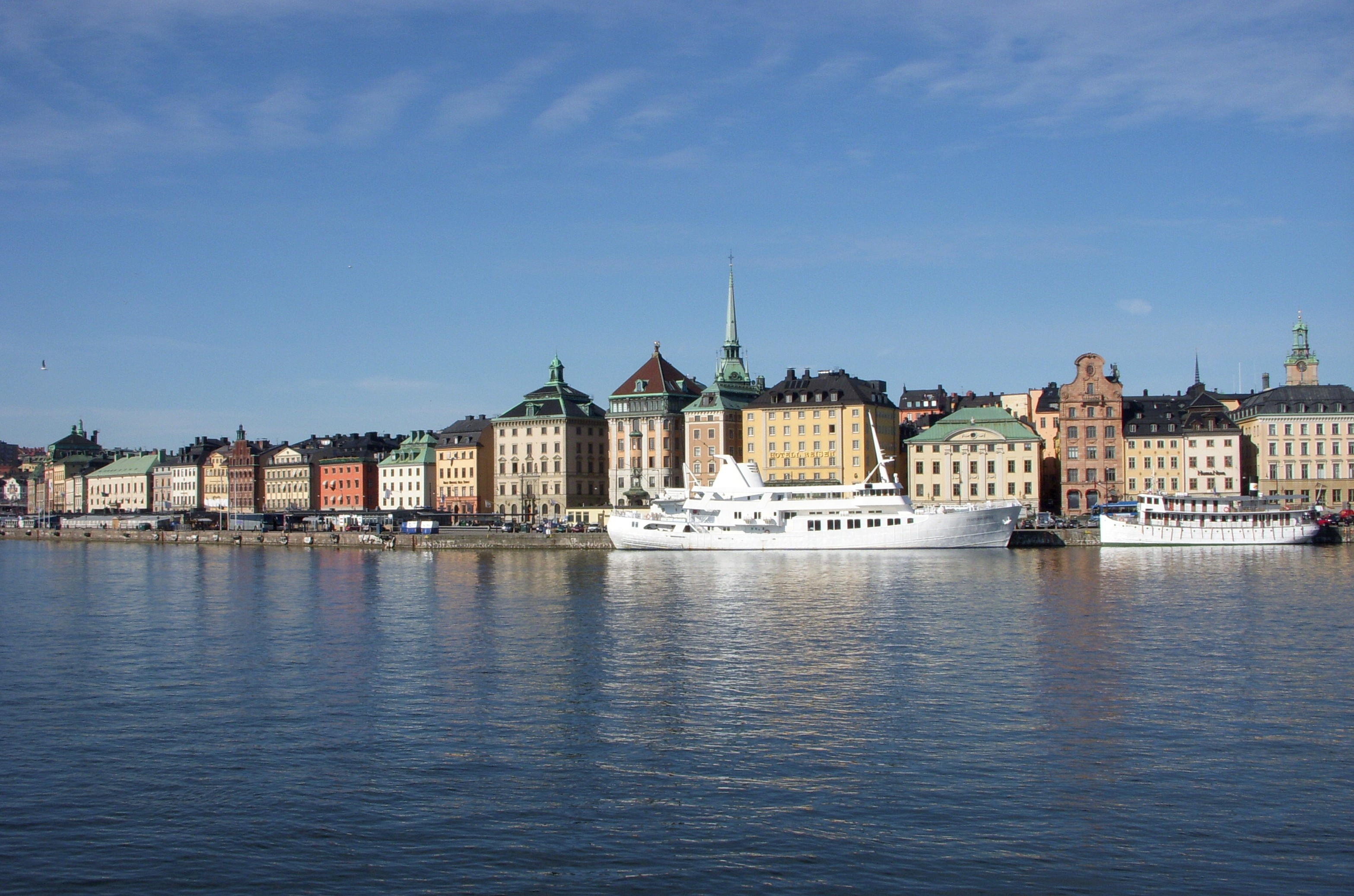
Hela Skeppsbron mot sydväst från Skeppsholmen, maj 2009

Skeppsbron är en gata och ursprungligen kaj ("bro" var förr en synonym till brygga eller kaj) i Gamla stan i Stockholm. Den löper längs Stadsholmens östra sida, vid Saltsjön, från Strömbron i norr förbi Kungliga slottet ner till Slussen i söder. Skeppsbron är en av Gamla stans huvudtrafikleder och är även Stockholms äldsta kaj. 
Redan i början av 1600-talet lade stora och djupgående fartyg till på Skeppsbron. Gustav II Adolf ville göra kajen till paradgata trots dess karaktär av arbetsplats. Skeppsbron förblev Stockholms viktigaste hamn under 1700-talet.
Skeppsbrokajen är hamn- och kajområdet öster om gatan Skeppsbron. Skeppsbrokajen kom till år 1854 genom Nils Ericson och fick sitt nuvarande namn 1961.

## Historik
Med 1600-talets stormaktstid utvecklades Stockholm till en huvudstad av europeisk betydelse. Krigen hade till en början varit mycket lönsamma för Sverige och kraven på att Stockholm skulle vara en representativ storstad växte.
1634 blev Stockholm officiellt Sveriges huvudstad med en omfattande inflyttning av såväl vanliga medborgare som köpmän, politiker, ämbetsmän, militärer och en växande intellektuell elit. Samtidigt uppmuntrades bildandet av handelskompanier. Mer än två tredjedelar av utrikeshandeln gick via Stockholm.
När Stockholm, som avsåg Stadsholmen, inte längre behövde gömma sig bakom stadsmurar för att skydda och försvara sig, började handel och skeppsfart ta strandområdet på östra Stadsholmen i anspråk. Strandzonen mot Saltsjön hade skapats dels genom landhöjningen och dels genom omfattande utfyllnader. Exakt när projekt "Skeppsbron" beslutades är okänt men tomtförsäljningen började 1629. Handelsmannen Robert Rind var den förste som fick sitt fastebrev den 6 november 1630 och byggde huset Skeppsbron 24, som fortfarande finns kvar. Den sista tomten uppläts 1669 till Nicodemus Tessin d.ä.
Vid Skeppsbrons västra sida finns 24 byggnader fördelade på 19 kvarter, som tillsammans utgör den så kallade Skeppsbroraden. Den följer Stockholms yngre stadsmurs gamla sträckning.
Upphovsman till Skeppsbron och den så kallade Skeppsbroraden anses ha varit Gustav II Adolf och han gav sitt tillstånd att riva stadsmuren som fortfarande 1625 var Stadsholmens begränsning och befästning mot öst. Den nya gatan och hamnen ersatte stadens medeltida "skeppsbro" (dvs kaj) som var Koggbron. Den låg cirka 100 meter längre inåt dagens strandlinje. Pålar från denna kaj återfanns 1958 vid schaktningsarbeten. Namnet Skeepzbron började användas under 1640-talet.
Bebyggelsen kom att vända sig mot vattnet med en rad höga och smala hus på långsmala tomter. Den var ”till nytta och prydnad” och landets första och främsta skyltfönster utåt, väl synligt för alla besökare som anlöpte Stockholm med fartyg. Sjövägen var den viktigaste transportleden vid denna tid, och den omfattande trafiken över vattnet och längs kajerna kan jämföras med flygtrafiken på dagens Arlanda flygplats.
Trots en svår ekonomisk tillbakagång efter 1760, då det statliga stödet till manufakturen drogs in, blev Skeppsbron fortfarande centrum för Stockholms handel.
De som bodde och hade sina företag här var oftast förmögna grosshandlare som kallades "Skeppsbroadeln". Bland dem fanns flera betydande "Skeppsbrodynastier"; Hebbe, ursprungligen från Greifswald och Küsel invandrad från Lübeck, dessutom familjerna Tottie och Arfwedson med det framgångsrika handelshuset Tottie & Arfwedson, som fanns i Tottieska huset.

Historiska illustrationer
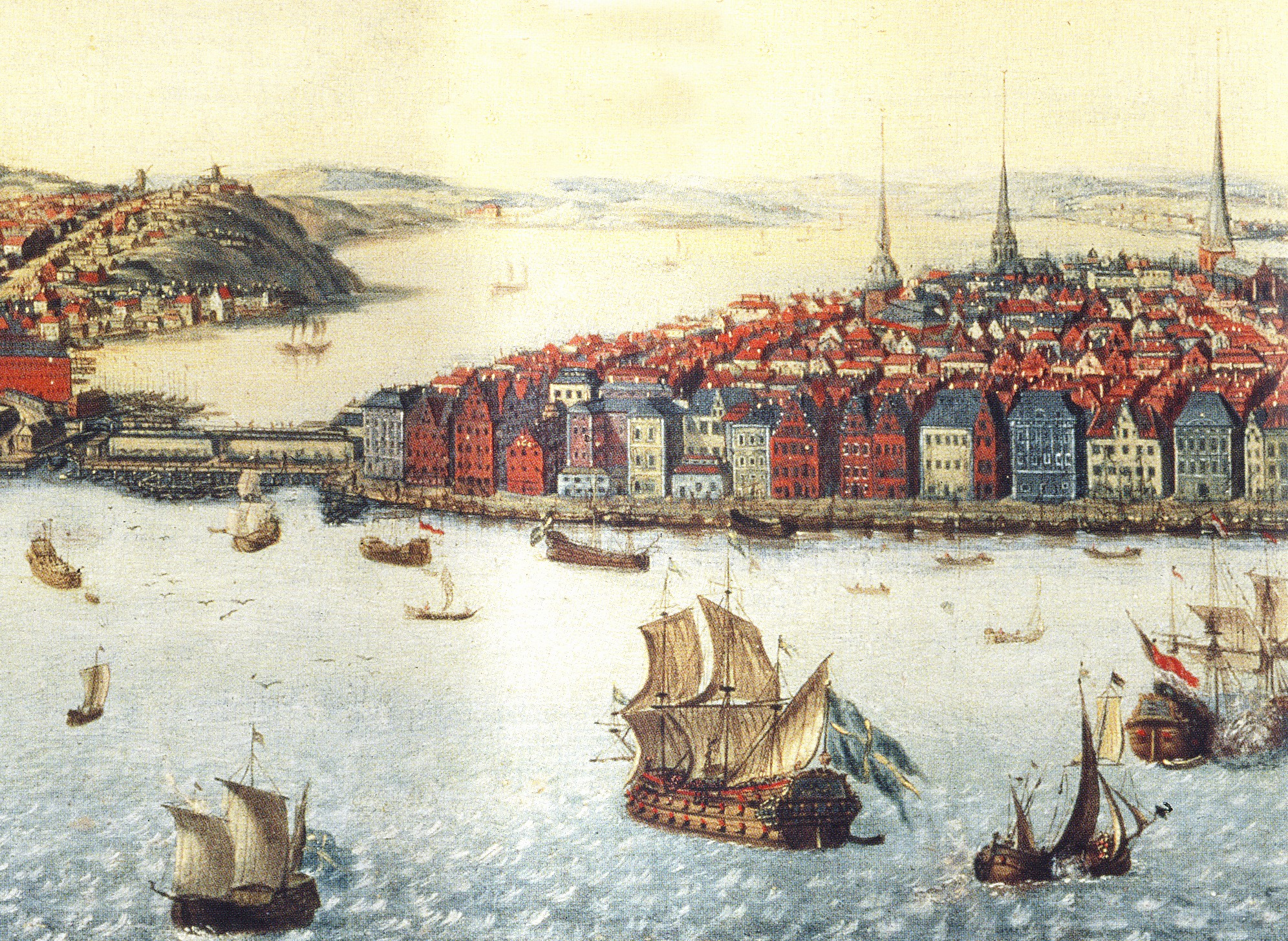
Skeppsbron omkring 1690, målning efter Swiddes gravyr för Suecia antiqua et hodierna.
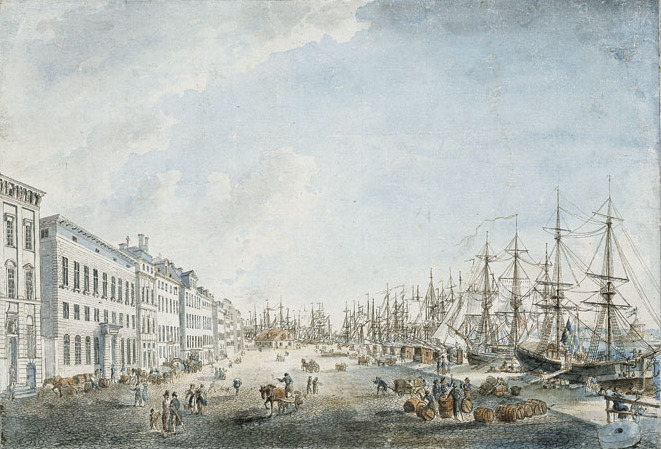
Skeppsbron mot norr 1790-tal, etsning av Johan Petter Cumelin.
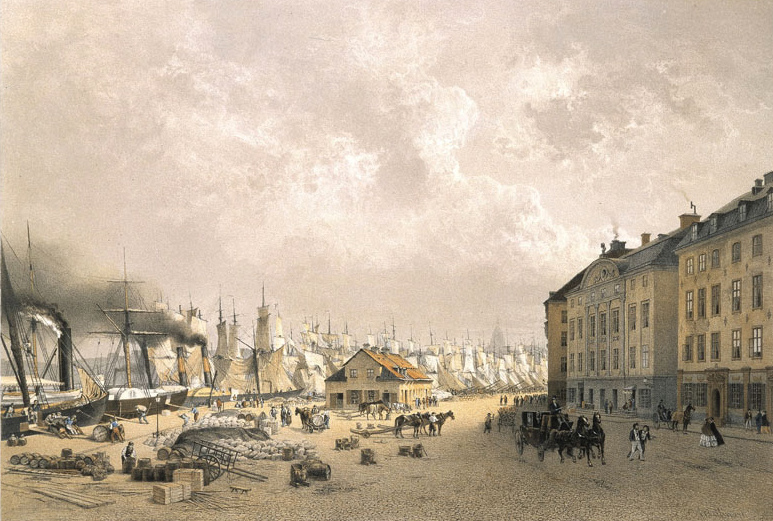
Skeppsbron mot syd 1860-talet, etsning av Carl Johan Billmark.
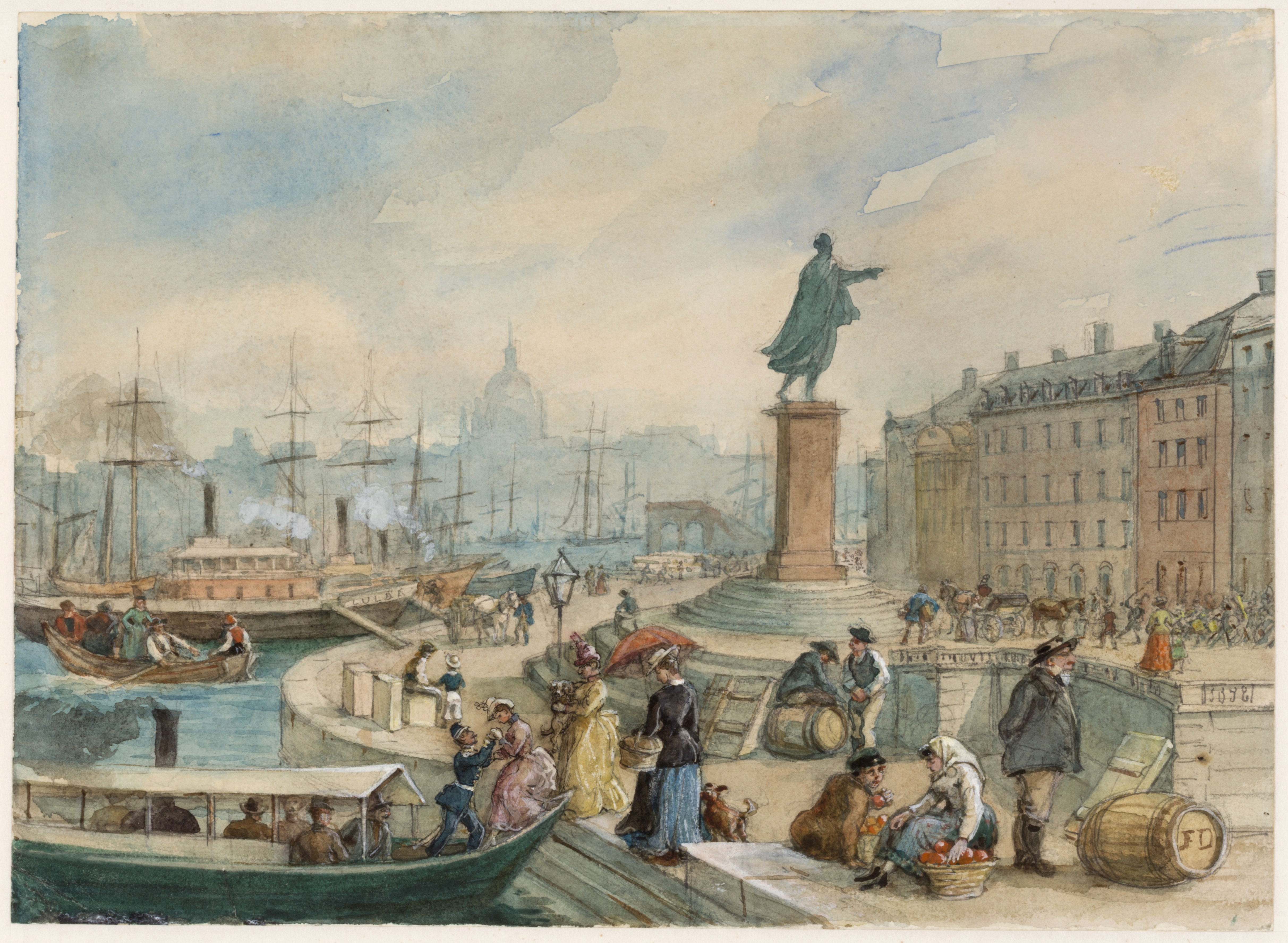
Gustav III:s staty 1869, Akvarell av Fritz von Dardel.

Mot slutet av 1800-talet förlorade Skeppsbron sin position som Stockholms främsta hamnområde för frakt men passagerartrafiken var betydande fram till 1976 när Silja Line flyttade till Värtan. För fraktgodset byggdes Stadsgårdshamnen ut längre och längre österut. Både Skeppsbron och Stadsgården fick anslutning till järnvägen i början på 1870-talet. Samtidigt anlades Värtahamnen för statens kolimport och något senare även Stockholms frihamn i Lilla Värtan. Det var fartygsutvecklingen i kombination med landhöjningen som gjorde att Skeppsbron blev för grund för 1900-talets stora motordrivna skepp. Vid besök ligger dessa oftast ute i Saltsjön för ankar.

Historiska fotografier
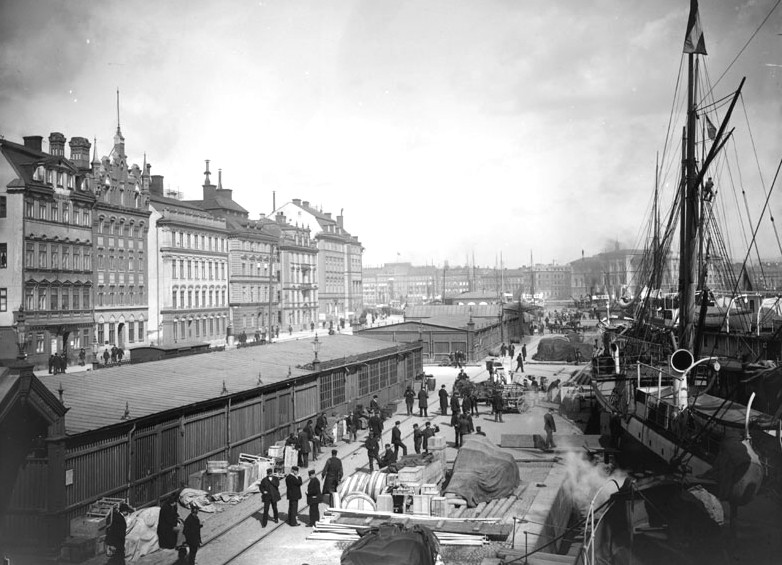
Skeppsbron, vy mot norr 1896.
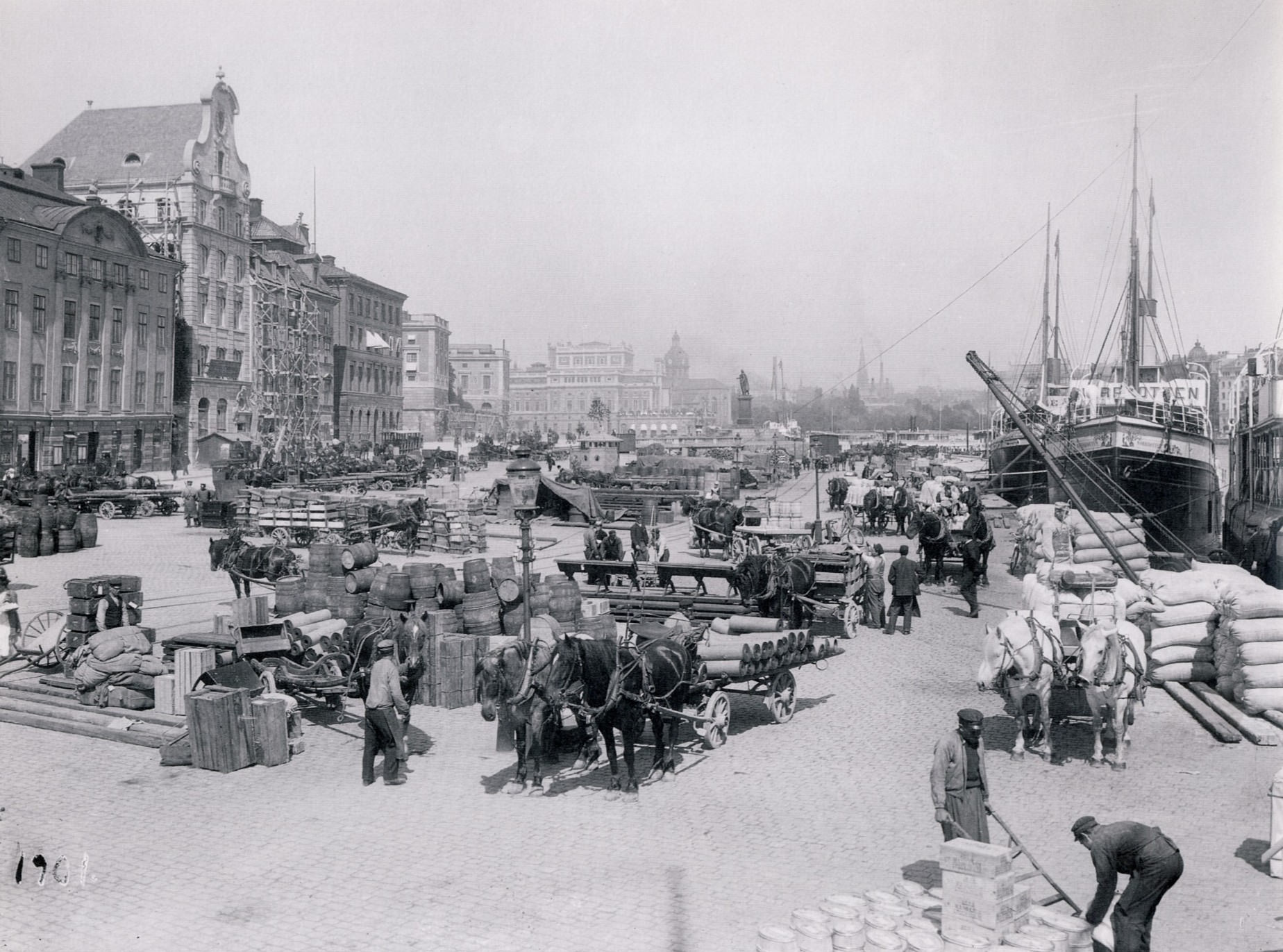
Skeppsbron, vy mot norr 1910.
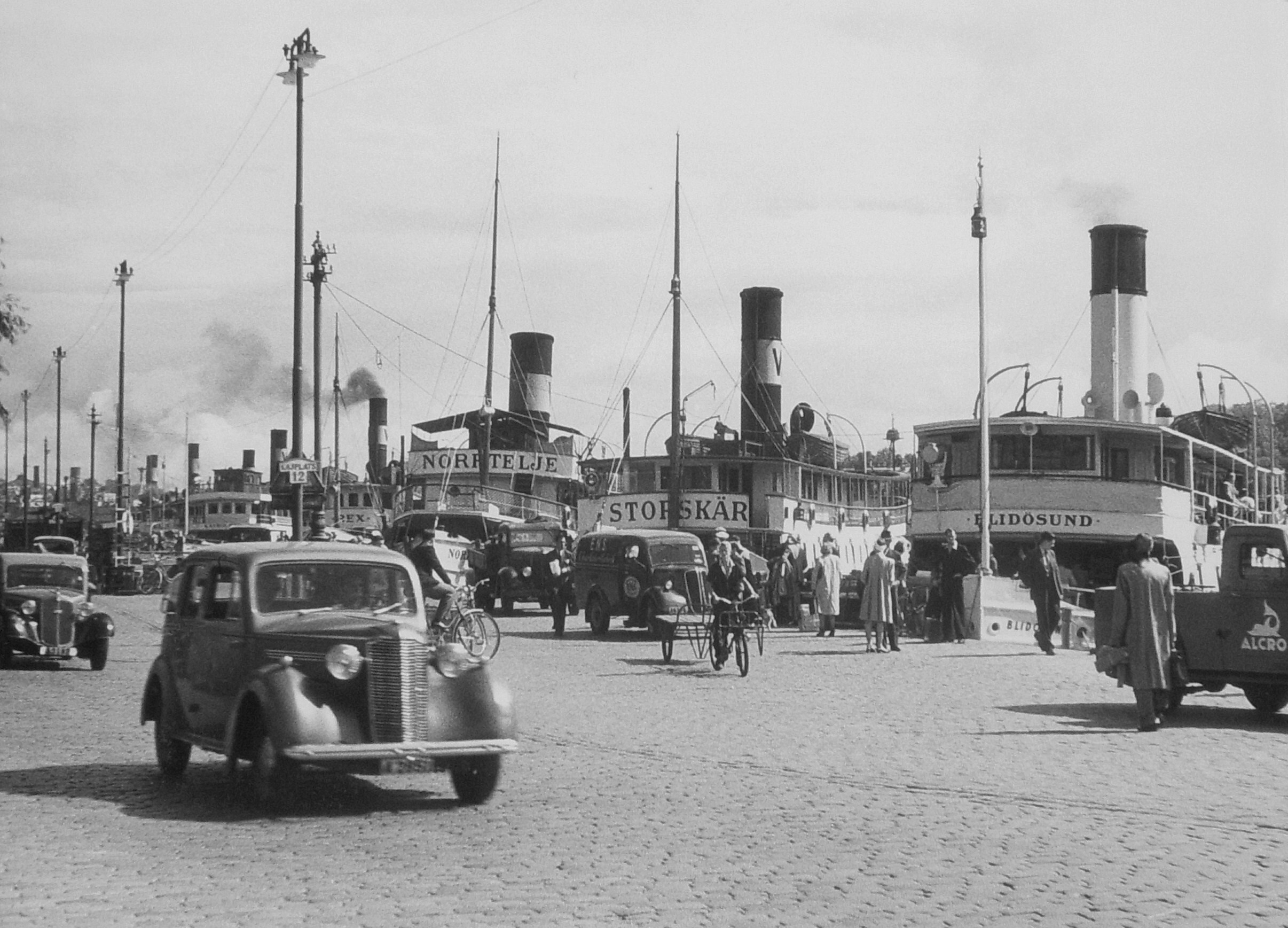
Ångbåtsflottan vid Skeppsbrokajen på 1950-talet.
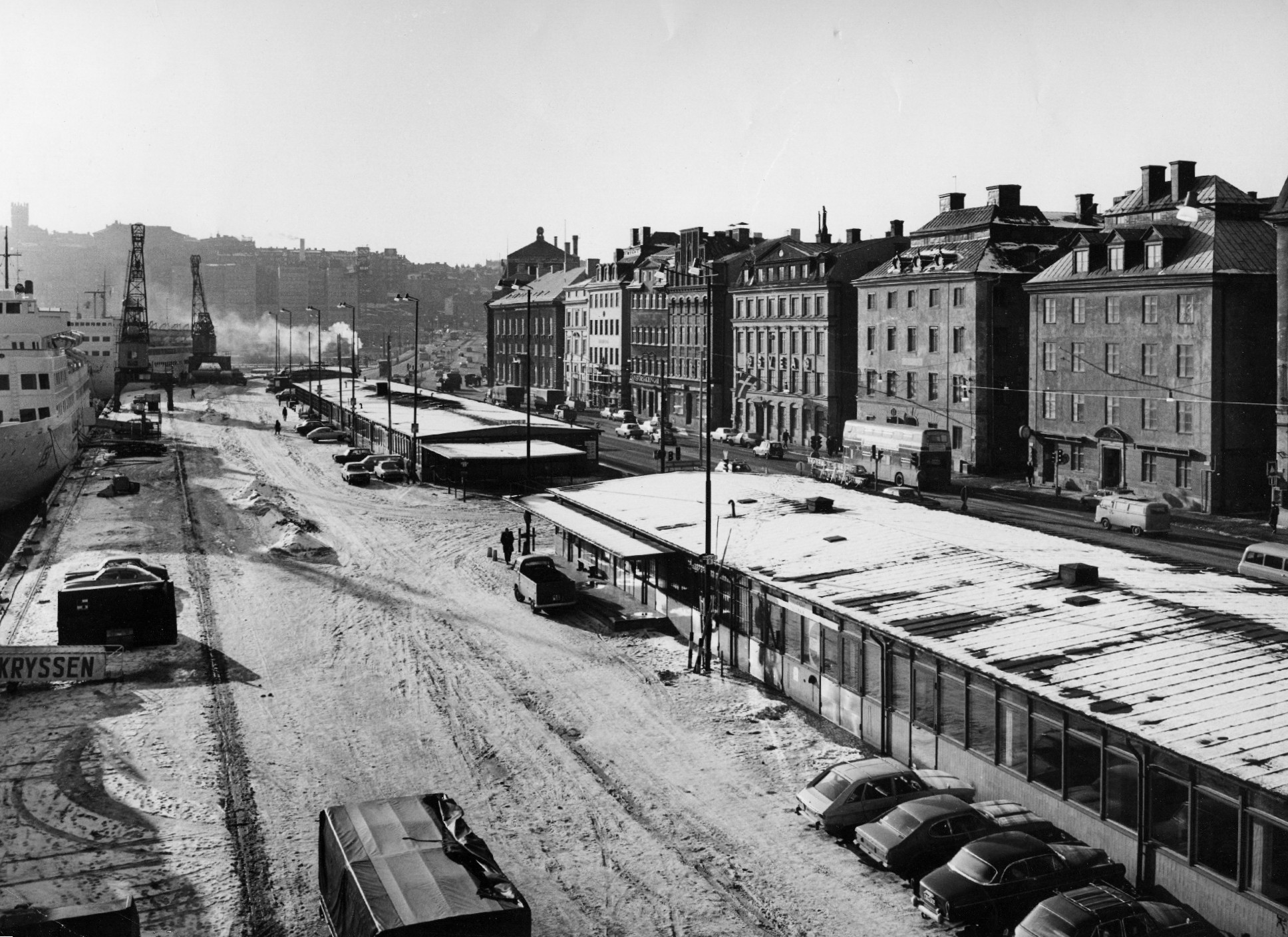
Skeppsbrons tullpaviljonger en vinterdag på 1960-talet.

## Arkitektur

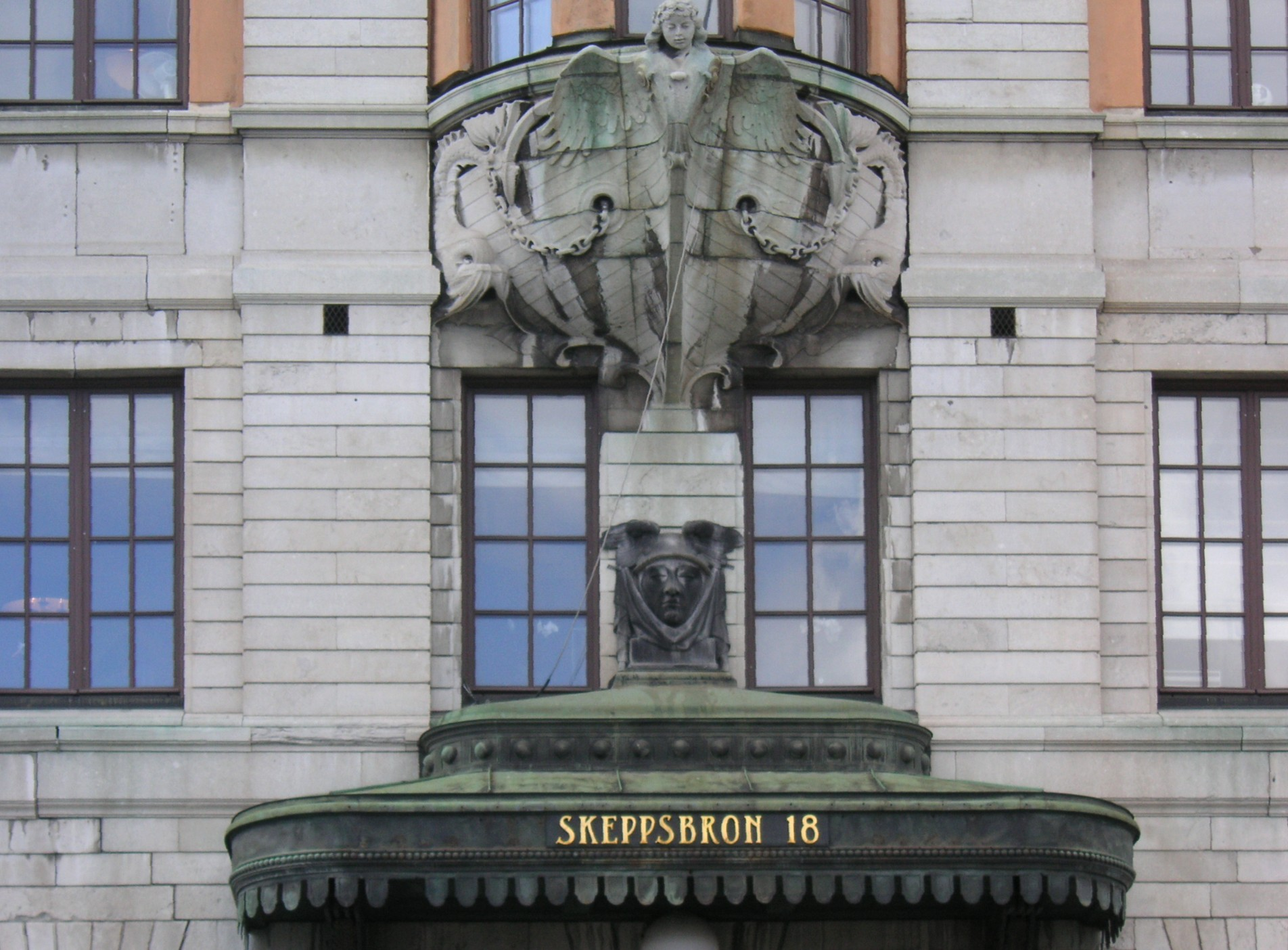
Fartygsstäv och Mercurius på Skeppsbron 18

De flesta byggnader var planerade med packhus och kontor i de nedre våningsplanen samt bostäder och representationsrum högre upp. Byggnaderna gestaltades även av landets främsta arkitekter och med utländsk arkitektur som förebild. Här var bland andra arkitekterna Nicodemus Tessin d.ä., Nicodemus Tessin d.y., 
Jean de la Vallée och Erik Palmstedt verksamma. Vid Skeppsbron 20 ritade Nicodemus Tessin d.ä. även ett palats åt sig själv; Tessinska huset. Till sin hjälp hade de utländska byggmästare och bildhuggare. Det skulle synas utåt att Sverige och Stockholm var välmående.
Skeppsbron var även centrum för ledningen av landets näringsliv. Den ekonomiska utvecklingen återspeglade sig i ständig om- och nybyggnad av fastigheterna längs Skeppsbron, särskilt under 1700-talet och med en kulmen kring sekelskiftet 1900. Då ritades byggnaderna av samtidens stora arkitekter som Isak Gustaf Clason, Erik Josephson och arkitektfirman Hagström & Ekman.
Byggnadens fasader är, med några få undantag, rik smyckade med motiv som leder tanken till just sjöfart och handel. Fartyg, fartygsstäv, Mercurius bevingade hatt och glober återkommer på många fasaderna respektive tak. Mercurius, skyddspatron för handel och köpmän, hyllas flera gånger. Ett undantag är Tullhusets strama fasad som skapades av Erik Palmstedt på 1780-talet.
Under 1800-talets senare hälft var det inte modernt med gustaviansk enkelhet, då skulle fasaden "snyggas" till med diverse tinnar och torn samt påkostade fönsteromfattningar. En sådan omdekoration utfördes bland annat på Pauliska huset, på Dångerska huset och på Räntmästarhuset. På 1930-talet och senare återställdes samtliga tre husfasader till sitt ursprungliga skick, senast Räntmästarhusets fasader som rekonstruerades genom arkitekt Anders Tengbom 1974.

### Byggnader
Från Stockholms slott till Slussen:
- Utan husnummer: Stockholms slott

| Bilder 2009 | Nummer | Fastighets- beteckning | Namn                       | Byggår                            | Ursprunglig arkitekt                                        | Byggherre                              | Fastighetsägare 2009        |
| ----------- | ------ | ---------------------- | -------------------------- | --------------------------------- | ----------------------------------------------------------- | -------------------------------------- | --------------------------- |
|             | 2      | Æolus 1                | Stockholms telegrafstation | 1868-1870                         | Ludvig Hawerman                                             | Televerket                             | Fabege                      |
|             | 4      | Bootes 5               | Ruuthska palatset          | 1650-talet                        |                                                             | Israel Lagerfelt d.ä.                  | Nordea Livförsäkring        |
|             | 6      | Bootes 6               | Wittmarckska huset         | 1652                              | Förmodligen Josef Månsson                                   |                                        | Nordea Livförsäkring        |
|             | 8      | Bootes 7               | Skeppsbron 8               | 1901                              | Erik Josephson                                              | Mälareprovinsernas Enskilda Bank       | Pro Skandinavia AB          |
|             | 10     | Orpheus 3              | Sjöfartshuset              | 1666-1671                         | Nicodemus Tessin d.ä eller Jean de la Vallée                | Isaac Kock (sedermera adlad Cronström) | Endräkten AB                |
|             | 12-14  | Marsyas 11             | First Hotel Reisen         | 1760-talet, 1930                  |                                                             |                                        | Host Reality i Stockholm AB |
|             | 16     | Pyton 6                | Sutthoffska palatset       | 1750-talet                        |                                                             | Joachim Sutthoff                       | Simsonship Sweden AB        |
|             | 18     | Diana 1                | Skeppsbron 18              | 1909-1910                         | Hagström & Ekman                                            | Grosshandlare K. Lundström             | Eris & Co, Förvaltnings AB  |
|             | 20     | Bacchus 1              | Brandstodsbolagets hus     | 1901                              | Isak Gustaf Clason                                          | Städernas allmänna brandstodsbolag     | Vasakronan AB               |
|             | 22     | Pollux 1               | Hobelinska huset           | 1670                              | förmodligen Nicodemus Tessin d.ä.                           | Johan Paul Hobelin                     | Norimex AB                  |
|             | 24     | Castor 1               | Dångerska huset            | 1630-talet                        |                                                             | Robert Rind                            | Fastighets AB Drakens Gränd |
|             | 26     | Apollo 1               | Pauliska huset             | 1680-talet                        | Nicodemus Tessin d.ä.                                       |                                        | Malmegårds Fastighets AB    |
|             | 28     | Luna 1                 | Schönska huset             | 1768                              |                                                             | Johan Martin Schön, (se Johan Schön)   | Lunett AB                   |
|             | 30     | Glaucus 3              | Brandenburgska huset       | 1600-talet, ombyggt 1767 och 1890 |                                                             |                                        |                             |
|             | 32     | Glaucus 4              | Hebbeska huset             | 1647                              |                                                             | Stiernhöök                             | Fastighets AB Kannan        |
|             | 34     | Phoebus 10             | Nordström & Thulins hus    | 1700-talets början                |                                                             |                                        | Glasburken 1 Fastighets AB  |
|             | 36     | Phoebus 10             | Thuenska huset             | 1674                              | Nicodemus Tessin d.ä.                                       | Peter Thuen                            | Glasburken 1 Fastighets AB  |
|             | 38     | Argus 8                | Tullhuset                  | 1783-1790                         | Erik Palmstedt                                              | Gustav III                             | Vasakronan AB               |
|             | 40     | Argus 4                | Küselska huset             | 1693-1701                         | Nicodemus Tessin d.y.                                       | Roland Eliaeson                        | Målarmästarnas Riksförening |
|             | 42A    | Proserpina 4           | Norra Bankohuset           | 1772                              | Carl Johan Cronstedt                                        | Riksbanken                             | Statens Fastighetsverk      |
|             | 42B    | Pluto 1                | Södra Bankohuset           | 1675-1737                         | Nicodemus Tessin d.ä., Nicodemus Tessin d.y., Carl Hårleman | Riksbanken                             | Statens Fastighetsverk      |
|             | 44     | Narcissus 1            | Skeppsbron 44              | 1910, tidigare Levertinska huset  | Fredrik Dahlberg                                            | Carl Smith                             | Folksam Fastigheter         |
|             | 46     | Cadmus 1               | Skeppsbron 46              | 1648                              |                                                             | Wickman Corneliusson                   | Stadsholmen AB              |
|             | 48     | Achilles 1             | Räntmästarhuset            | 1660-talet                        | Nicodemus Tessin d.ä., ombyggd 1900 av Fredrik Lilljekvist  | Börje Cronberg                         | Hufvudstaden                |

### Bilder

Skeppsbroradens portar i urval
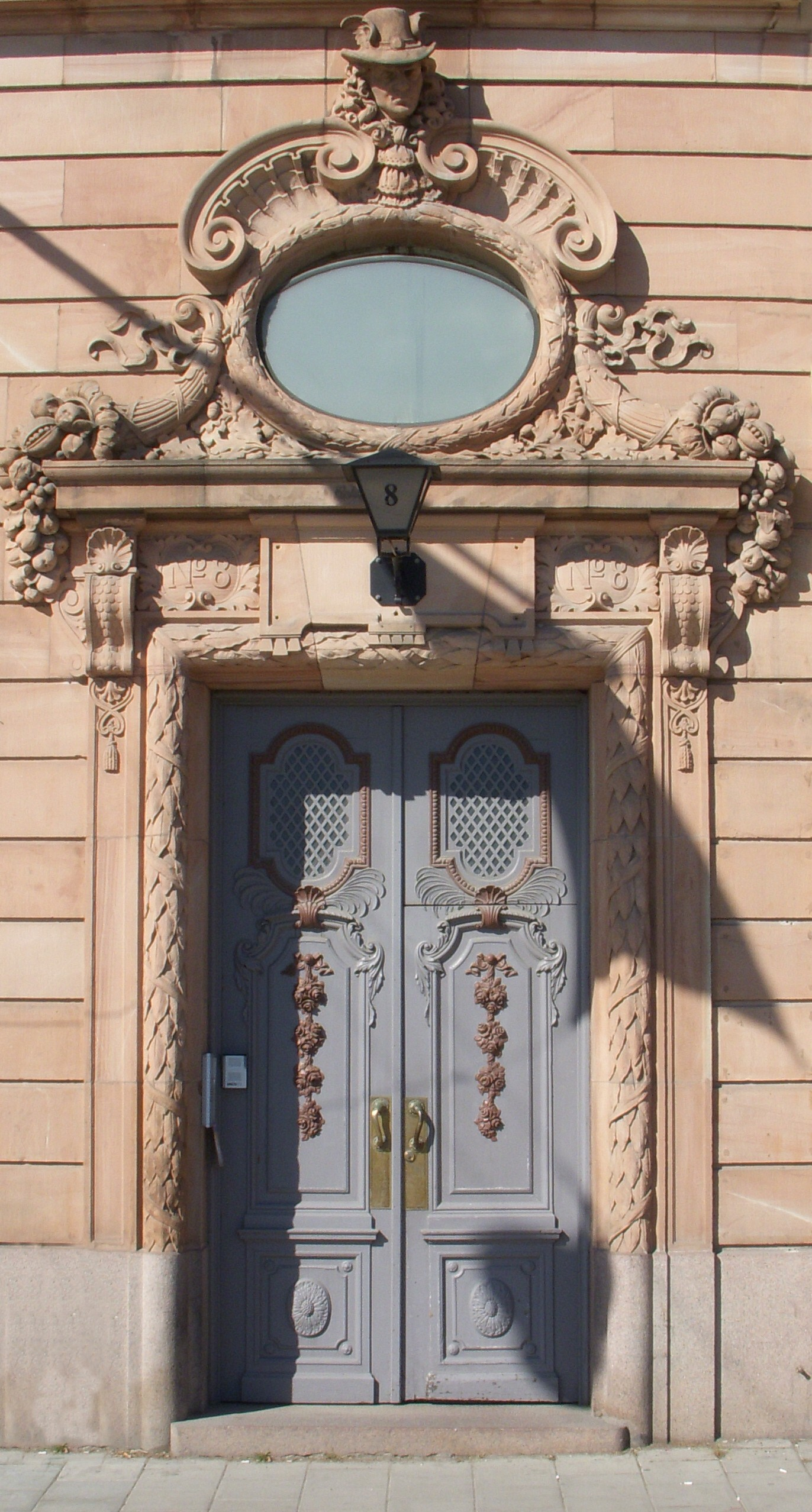
Port nr 8
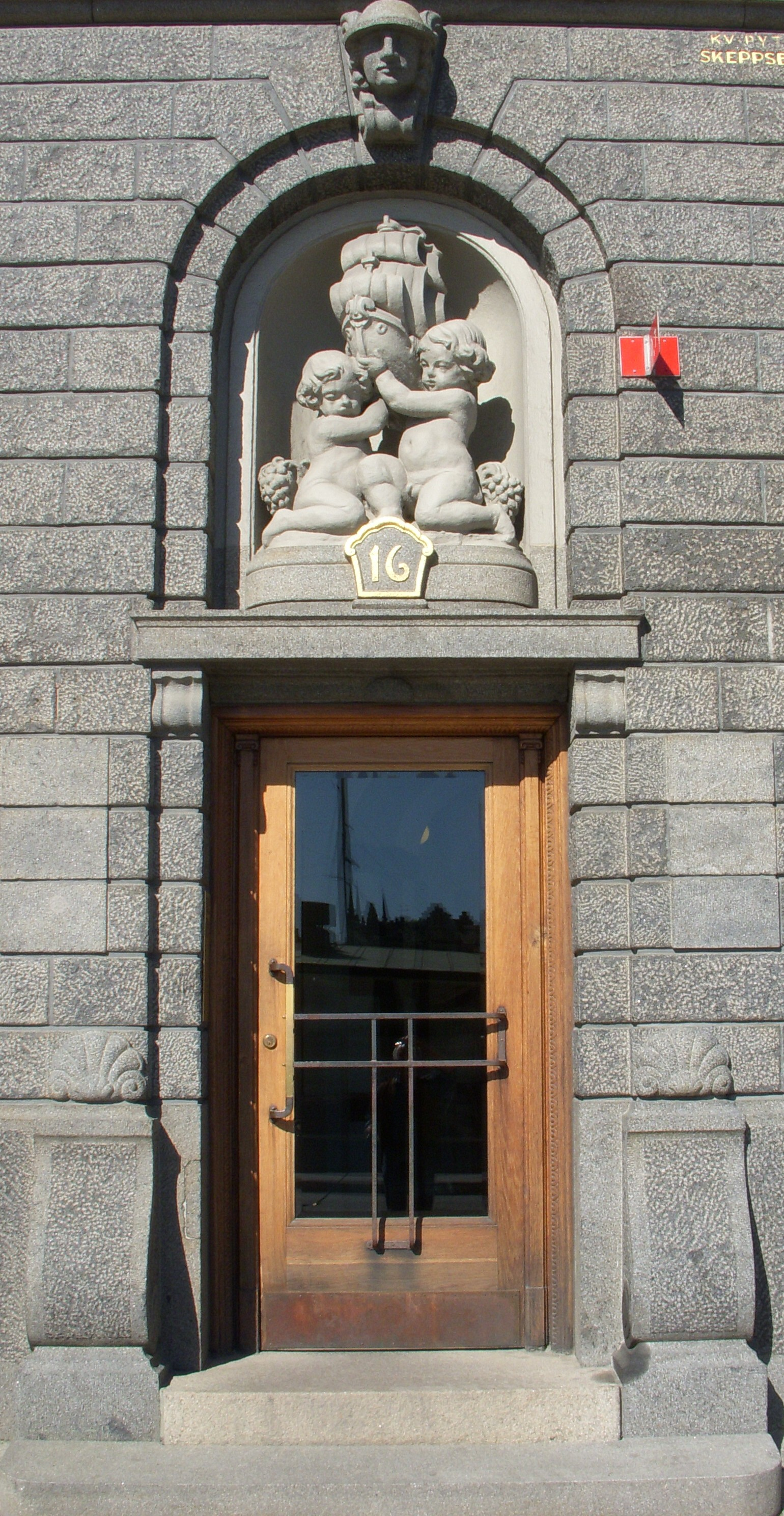
Port nr 16
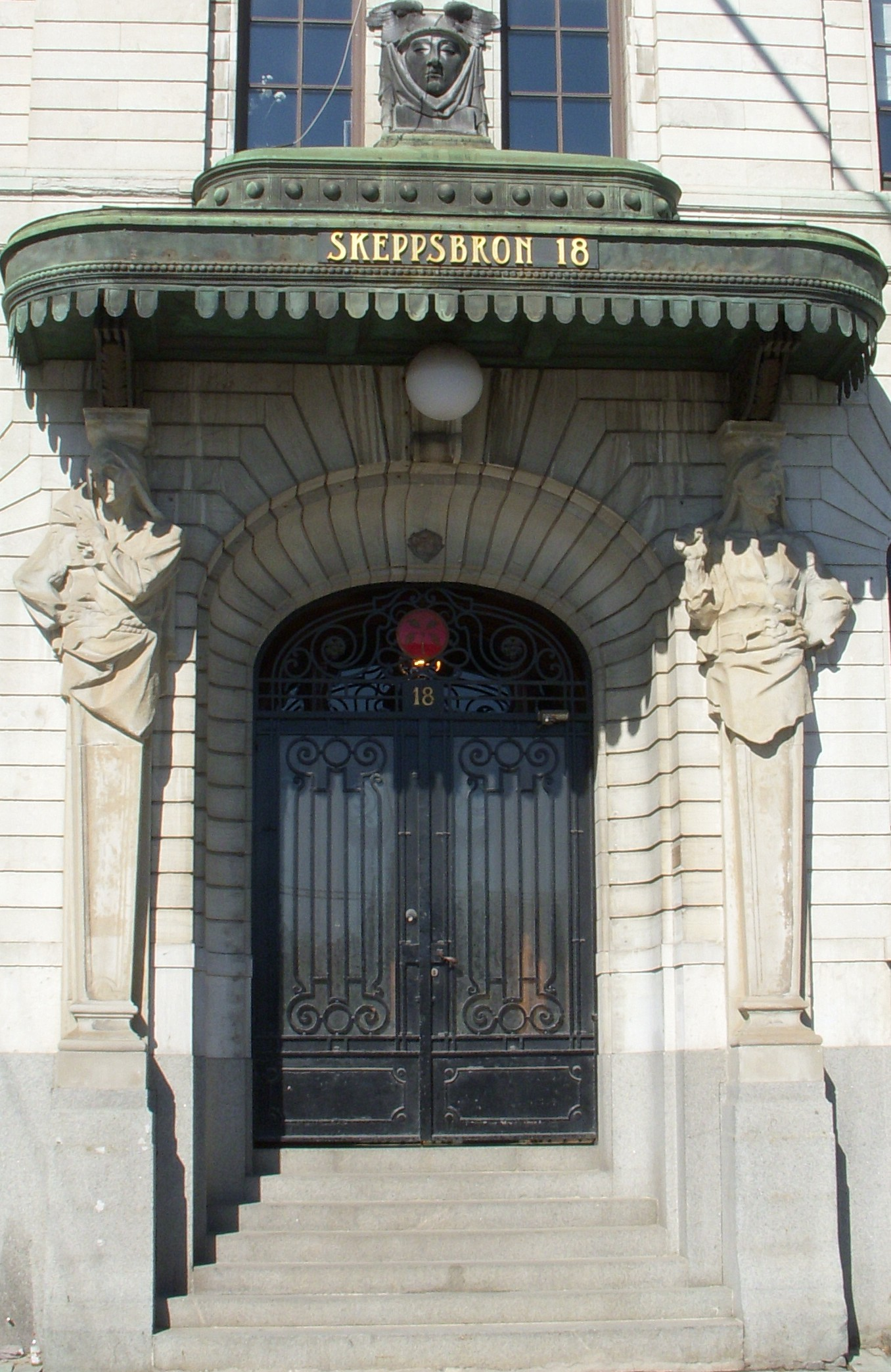
Port nr 18
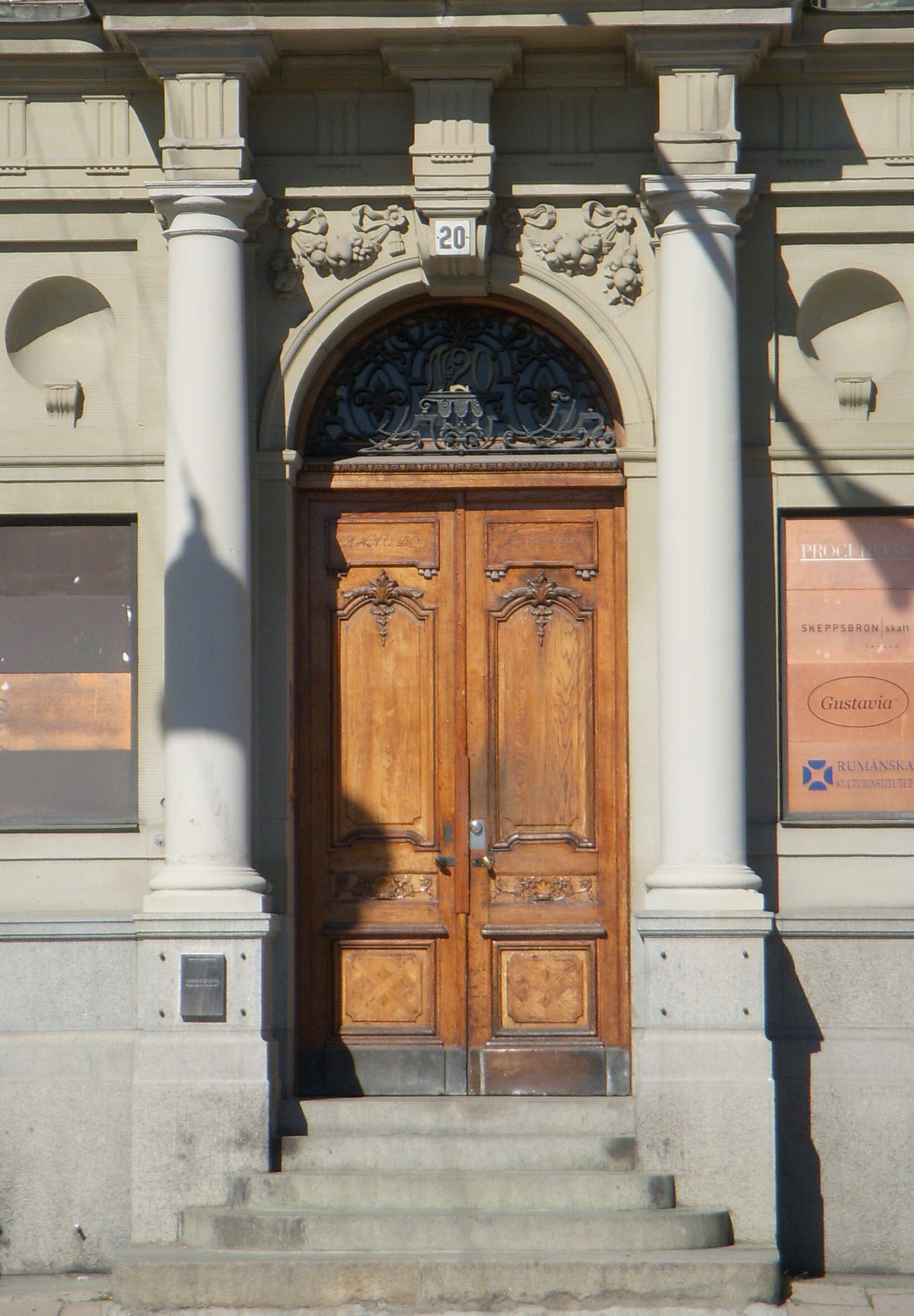
Port nr 20
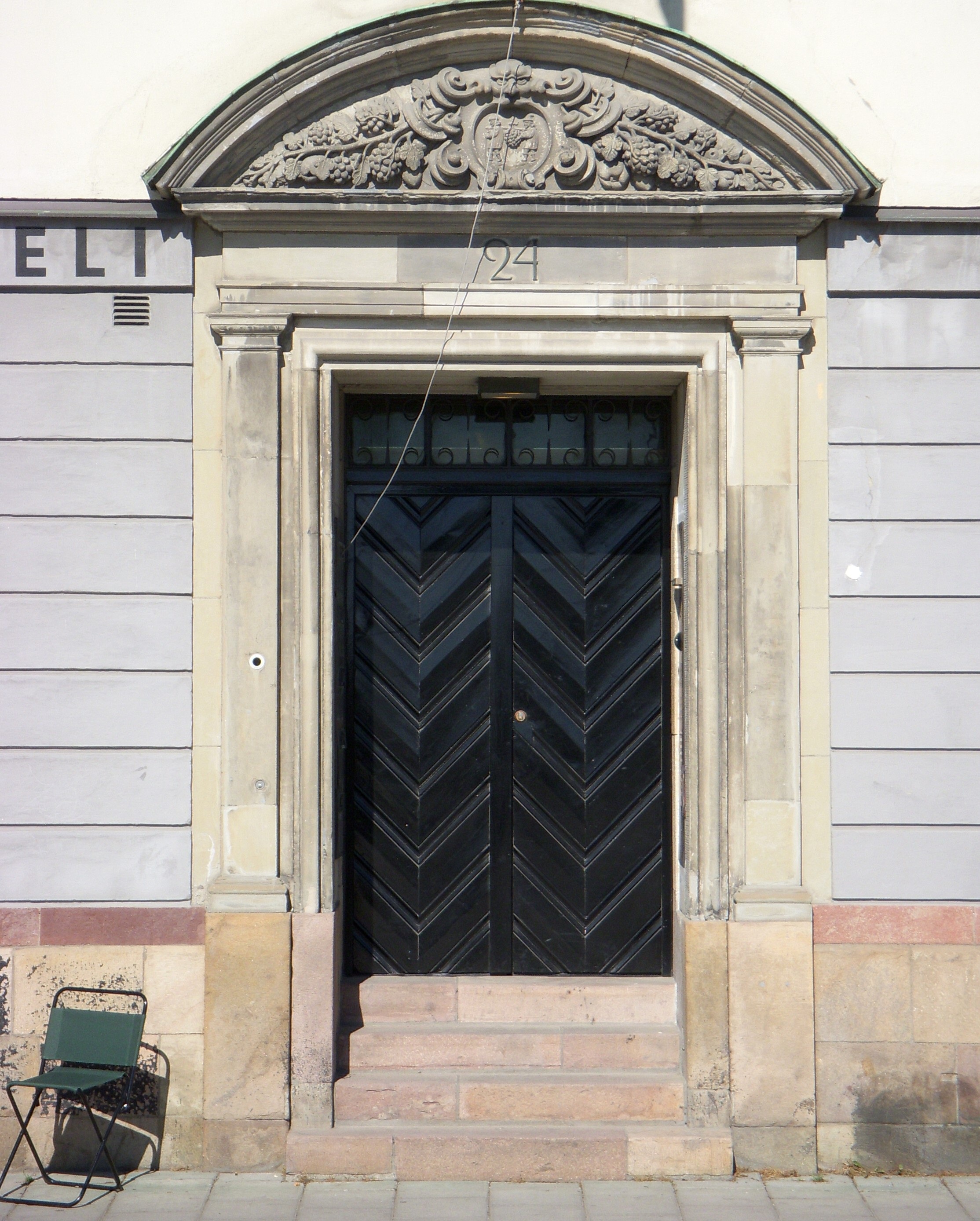
Port nr 24
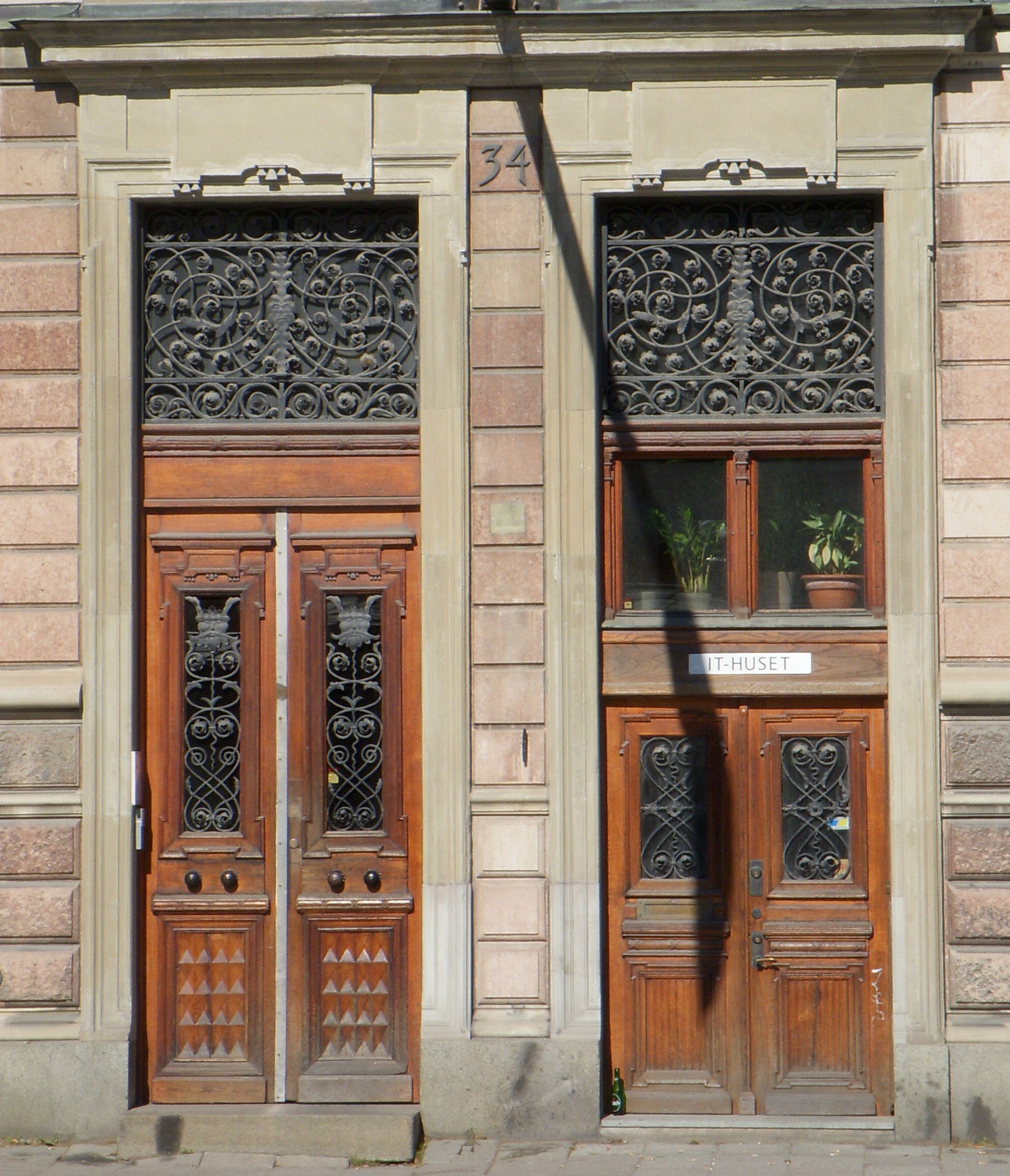
Port nr 34
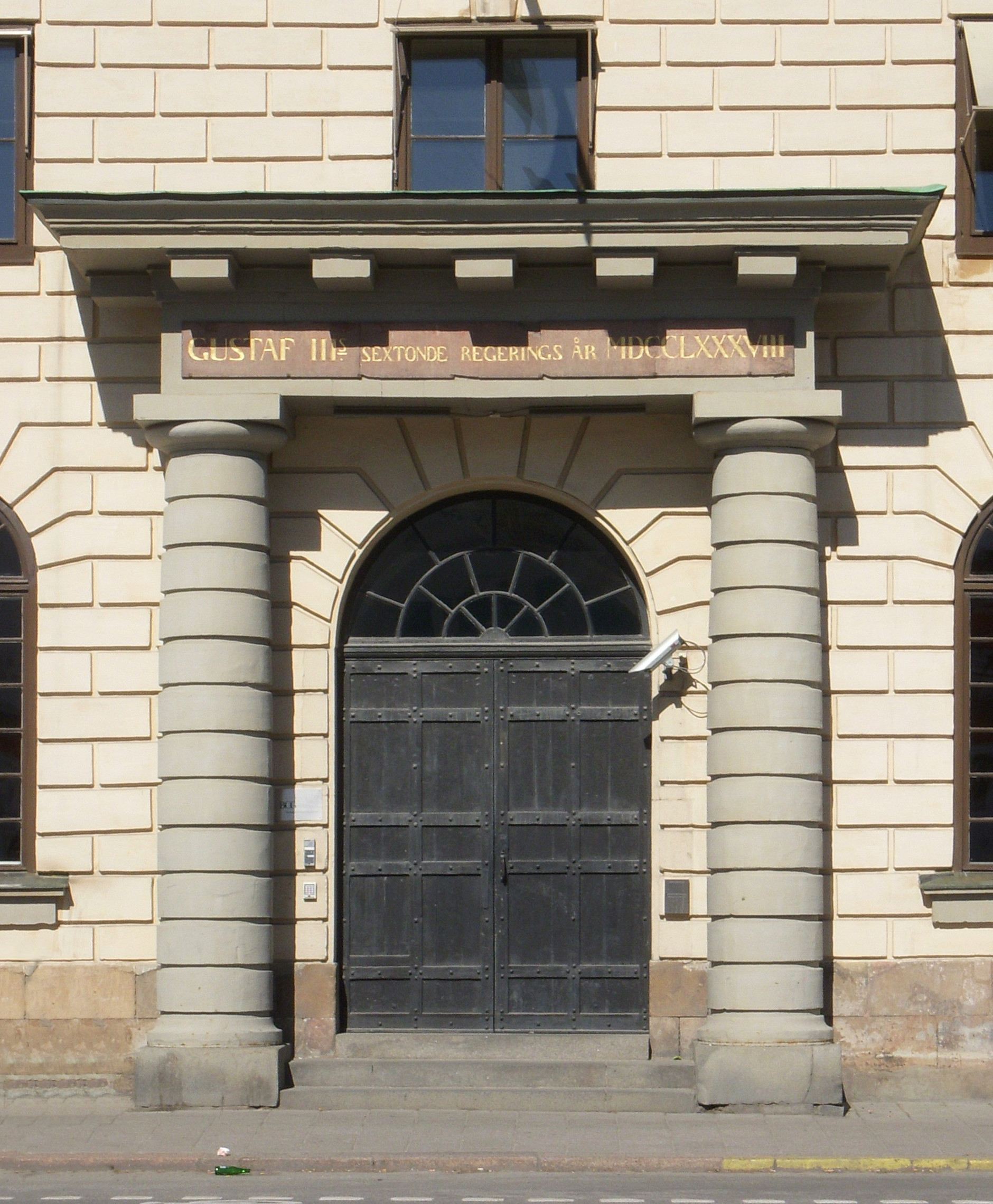
Port nr 38
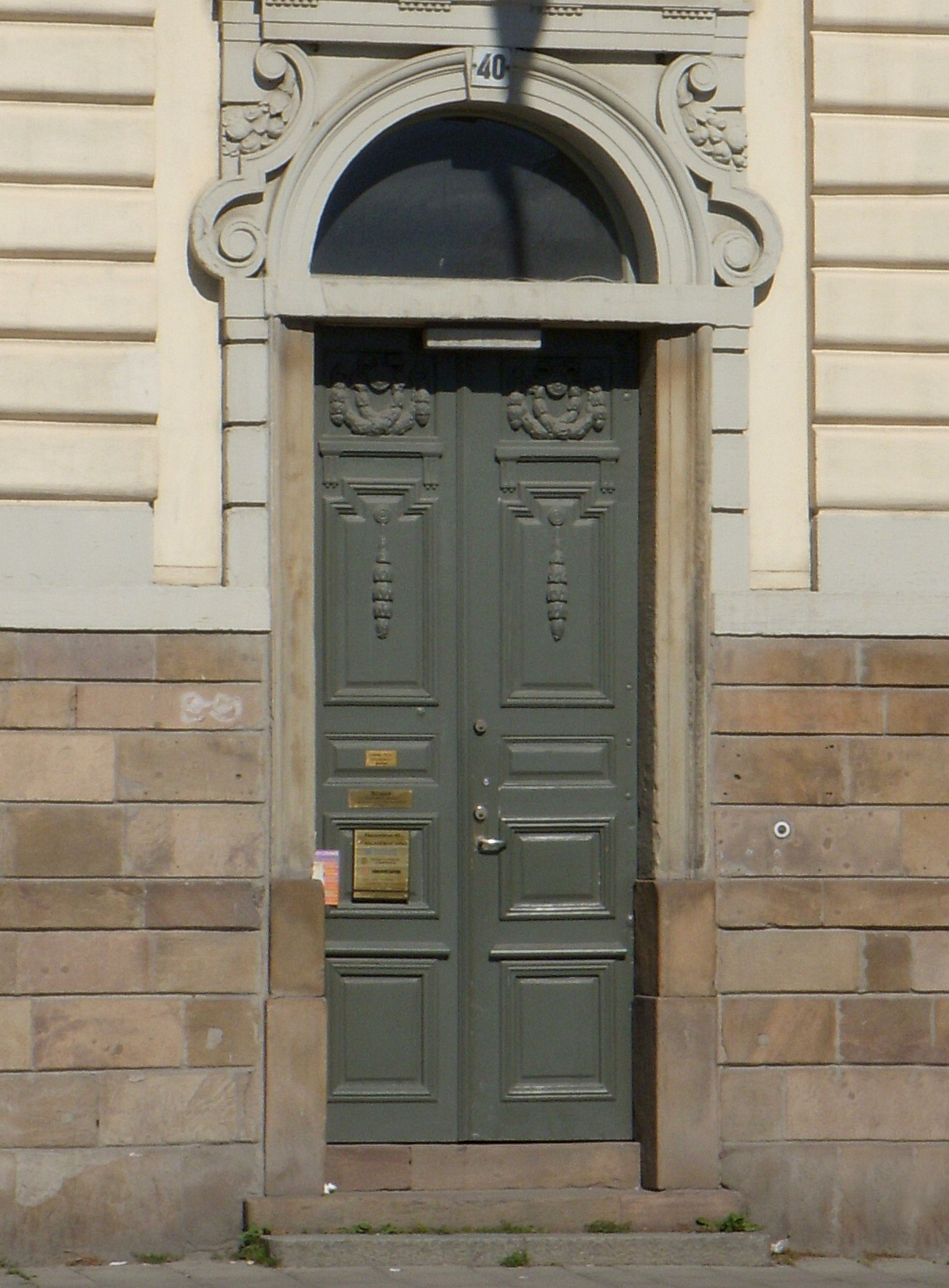
Port nr 40
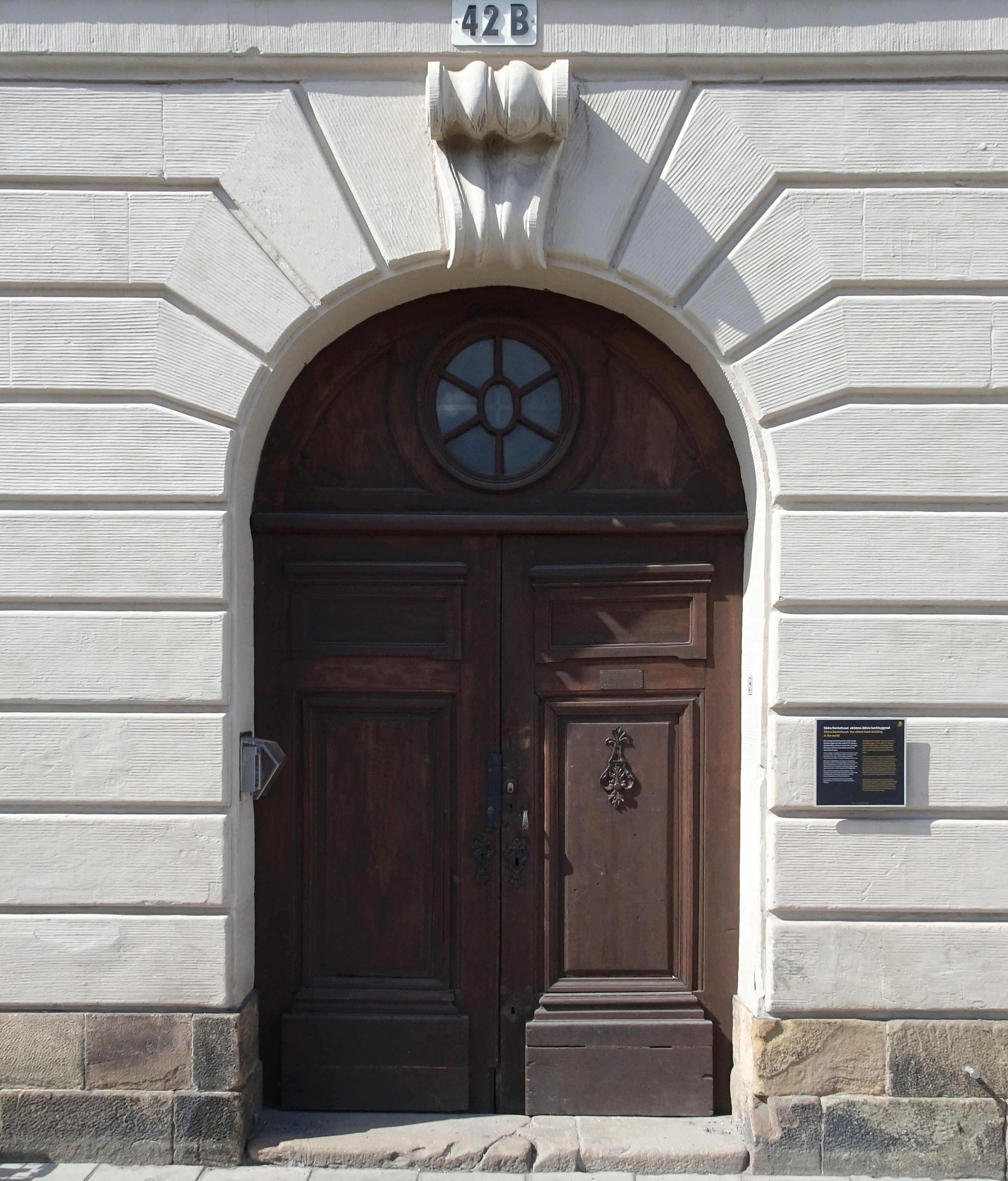
Port nr 42B

## Grundläggningsproblem

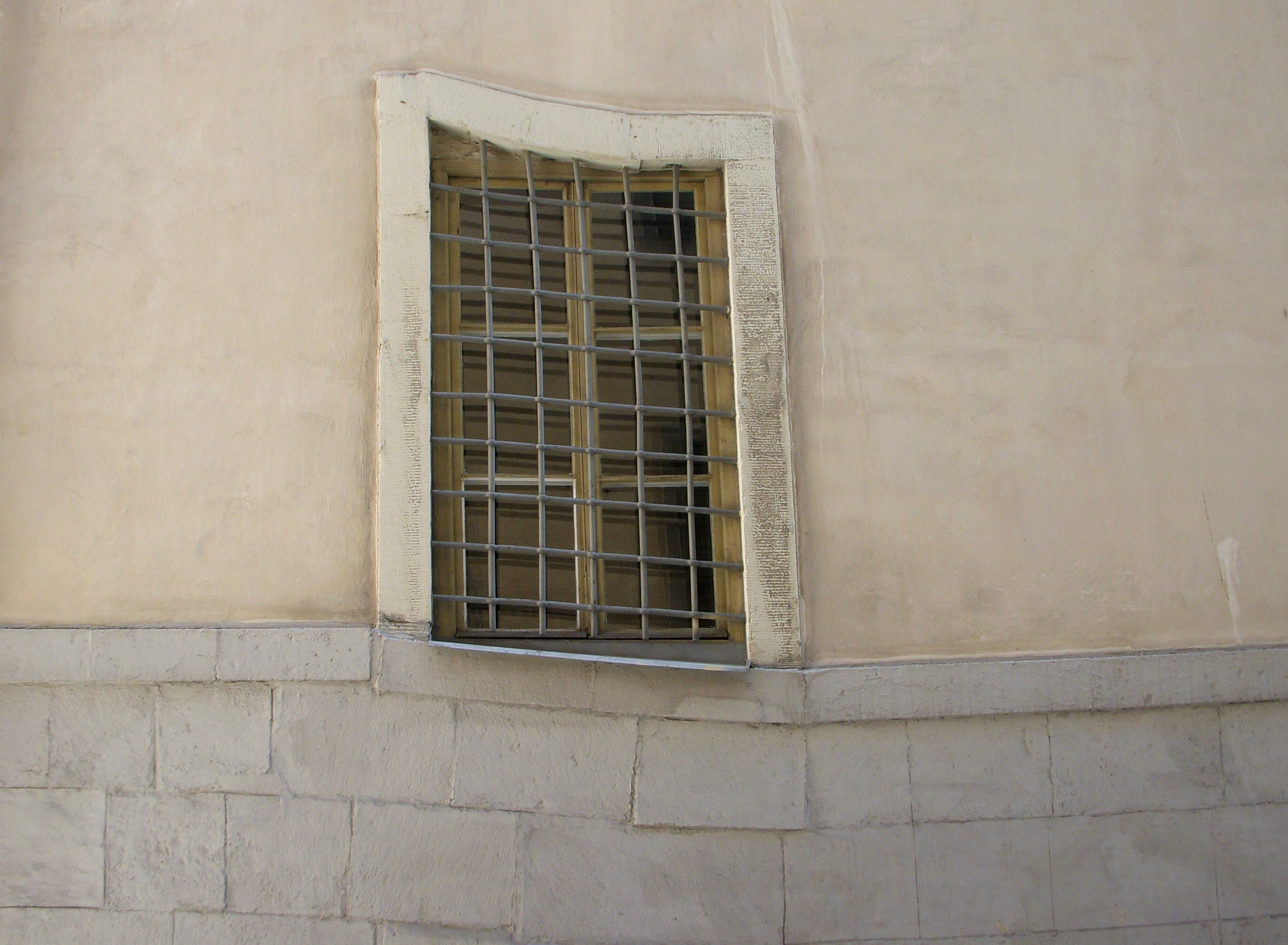
Sättningsskada på Norra Bankohuset

Stora delar av Gamla stans strandnära bebyggelse har uppförts på utfyllnader som inte alltid bestod av stabilt material utan även av hushållsavfall och skräp. På så vis växte stränderna medan landhöjningen hjälpte till. Mitt genom skeppsbroradens kvarter går gränsen för 1300-talets strandlinje. Genom att bebyggelsen dels är grundlagd på fast mark längs Österlånggatan och dels på utfyllnader öster därom har fastigheterna skadats genom sättningar. Dessa beror på den pågående landhöjningen som har lyft den gamla pålningen över grundvattenytan, där påltopparna börjat ruttna samt att undergrunden har sjunkit ihop.
I husens fasader längs gränderna kan man avläsa gränsen för den fasta grunden i fasadernas sprickbildning. Sedan 1900-talets början har man grundförstärkt fastigheter i Gamla stan, dock i alltför långsamt takt och en del grundförstärkningar var undermåliga. På 1970-talet ökade man takten och arbeten utfördes med moderna stålpålar som drevs genom avfallslagren ner till grusåsen. År 1978 var 112 hus i Gamla stan i behov av grundförstärkning, 1986 hade antalet sjunkit till 67 stycken och omkring år 2000 bör alla hus stå stadigt.
Ett exempel på en fastighet som drabbats av sättningar är Skeppsbron 46 (byggd 1648), vars fasad lutar kraftigt bakåt. Det kan bero på att de bakre delarna av huset har sjunkit, medan fasaden är grundlagd på fastare grund eller på medeltida kajrester. Husets fönster mot Skeppsbron har undan för undan anpassats, dessa står i lod och bildar så trapetsformiga fönsternischer.
På Norra och Södra Bankohusens fasader mot gränderna syns tydligt gränsen mellan stabil och instabil grund. Sättningsskadan går rakt genom fönsteraxeln, ungefär vid grändens mitt.

## Konstnärlig utsmyckning

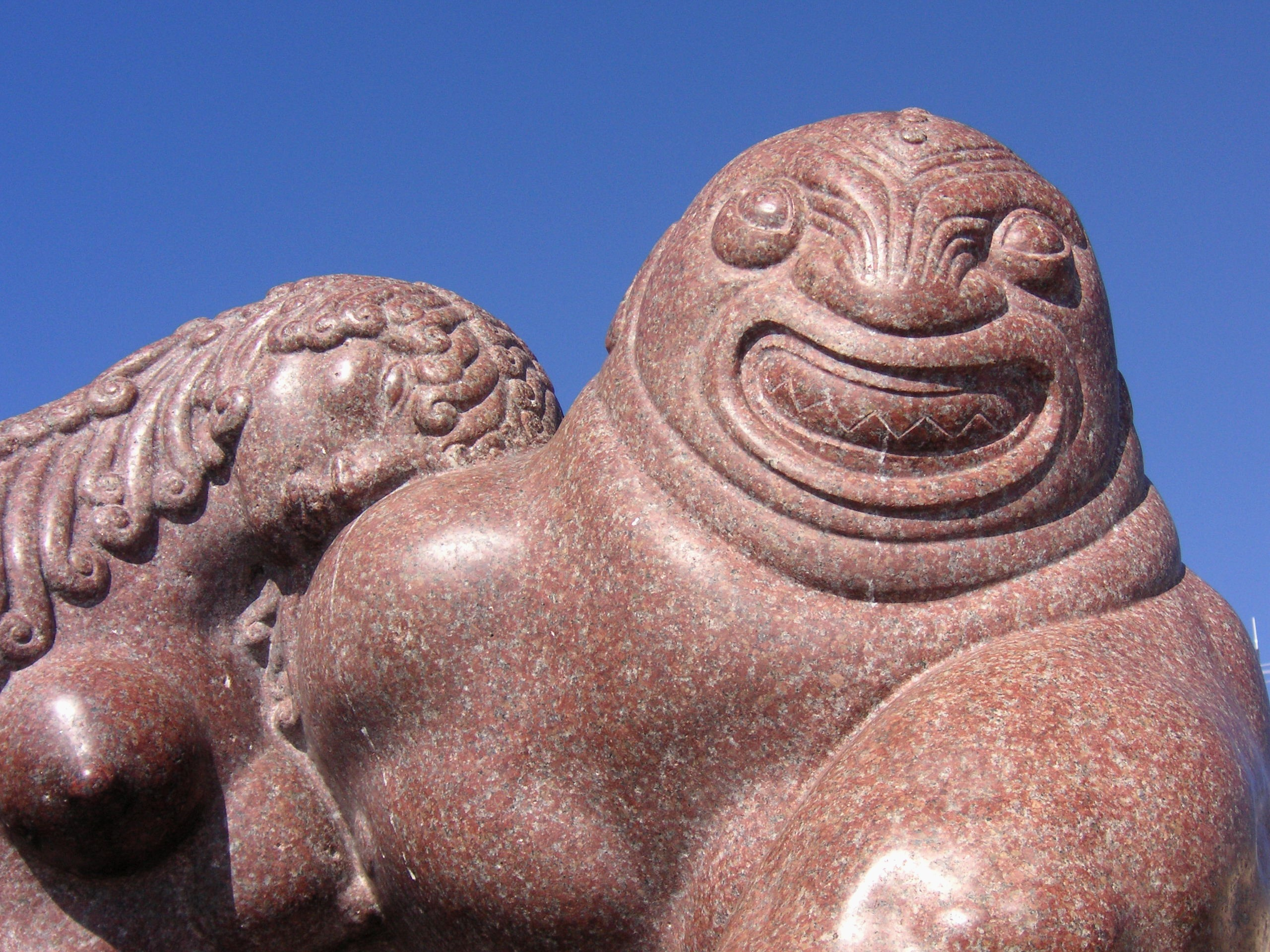
Carl Milles Sjöguden, detalj

I norra delen av Skeppsbrokajen finns Johan Tobias Sergels staty över Gustav III. Gustav III tog själv initiativ till denna skulptur, som visar kungen då han i triumf stiger i land efter det ryska kriget 1788-1790 just på den plats där statyn är placerad. Johan Tobias Sergel var inspirerad av den antika marmorskulpturen Apollo di Belvedere. Statyn är utförd i brons och älvdalsporfyr. Verket tillverkades först 1799, sju år efter mordet på Gustav III och kom på plats 1808. Statyn restaurerades 2007.
I södra delen av Skeppsbrokajen, ungefär i höjd med Tullhuset står Sjöguden, skapad av Carl Milles 1913. Skulpturen är av röd granit och en av Milles tyngsta skapelser. Milles hade tänkt sig att placera ut tio stycken massiva, skulpturala figurer med jämna mellanrum längs stadens kajer. Idén mötte litet gensvar och bara Sjöguden kom till utförande. Först 1930 restes skulpturen på sin nuvarande plats på Skeppsbron.

## Skeppsbron och framtidsplaner
På nuvarande (2019) Skeppsbron är det cirka 60 meter breda området mellan bebyggelsen och vattnet uppdelat i en starkt belastad trafikled och en kaj som till största del utnyttjas som parkering för bilar. En fil för kollektivtrafik slingrar sig fram mellan körfälten för bil- och lastbilstrafik. Busshållplatsen är anordnad mitt i gatan med skyddsräcken för gående till och från hållplatsen.
Tullen är fortfarande närvarande och kan spärra av en del av kajen när utländska fartyg anlöper Stockholm. Även Skeppsbrons tullpaviljonger från 1940-talet finns kvar och skall bevaras i en ny detaljplan. Några av dessa nyttjas idag som servering. Varje år sedan 1996 placerar Kinnevik en julgran på Skeppsbrokajen. utanför företagets kontor.

Fartyg vid Skeppsbrokajen
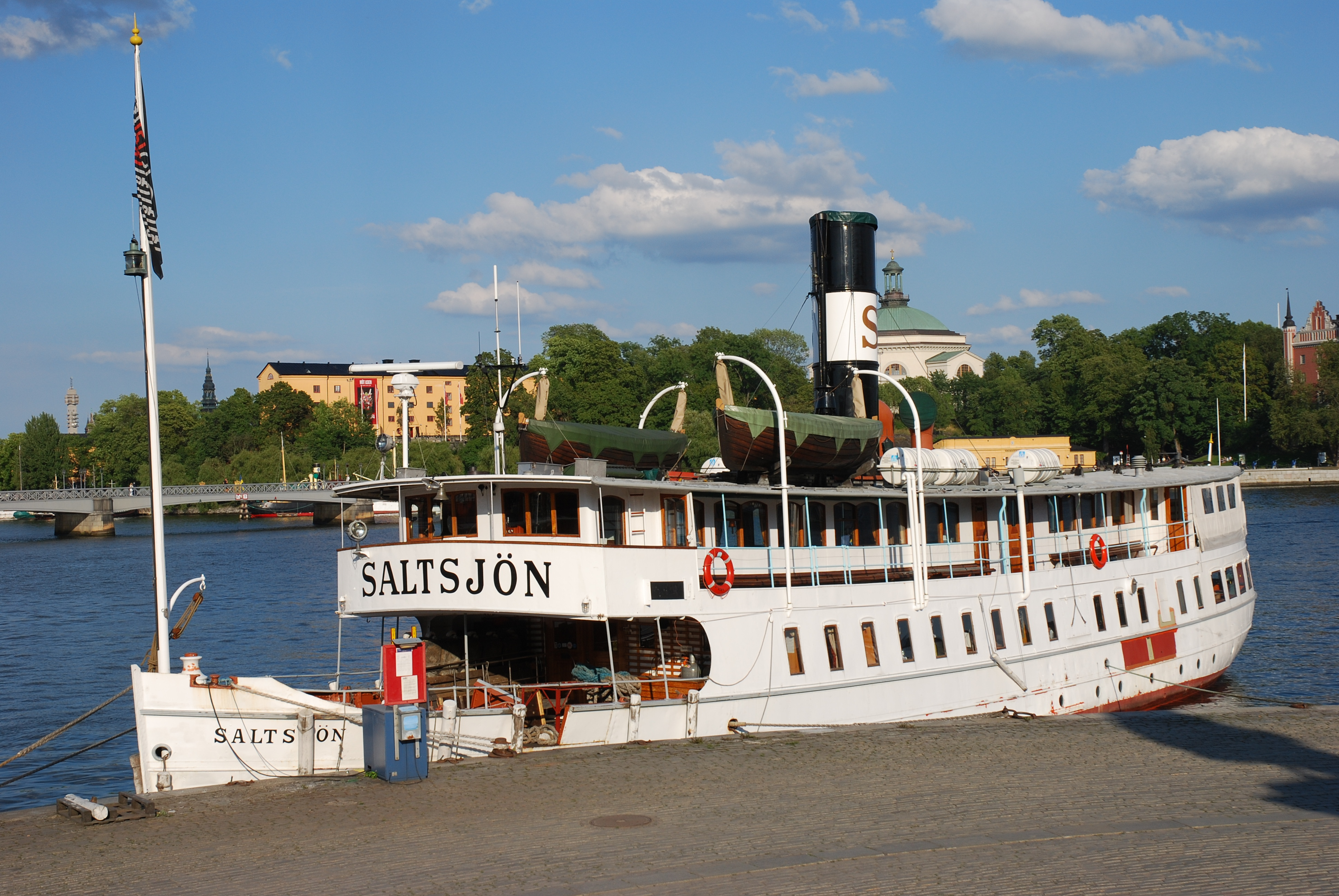
S/S Saltsjön sommaren 2007
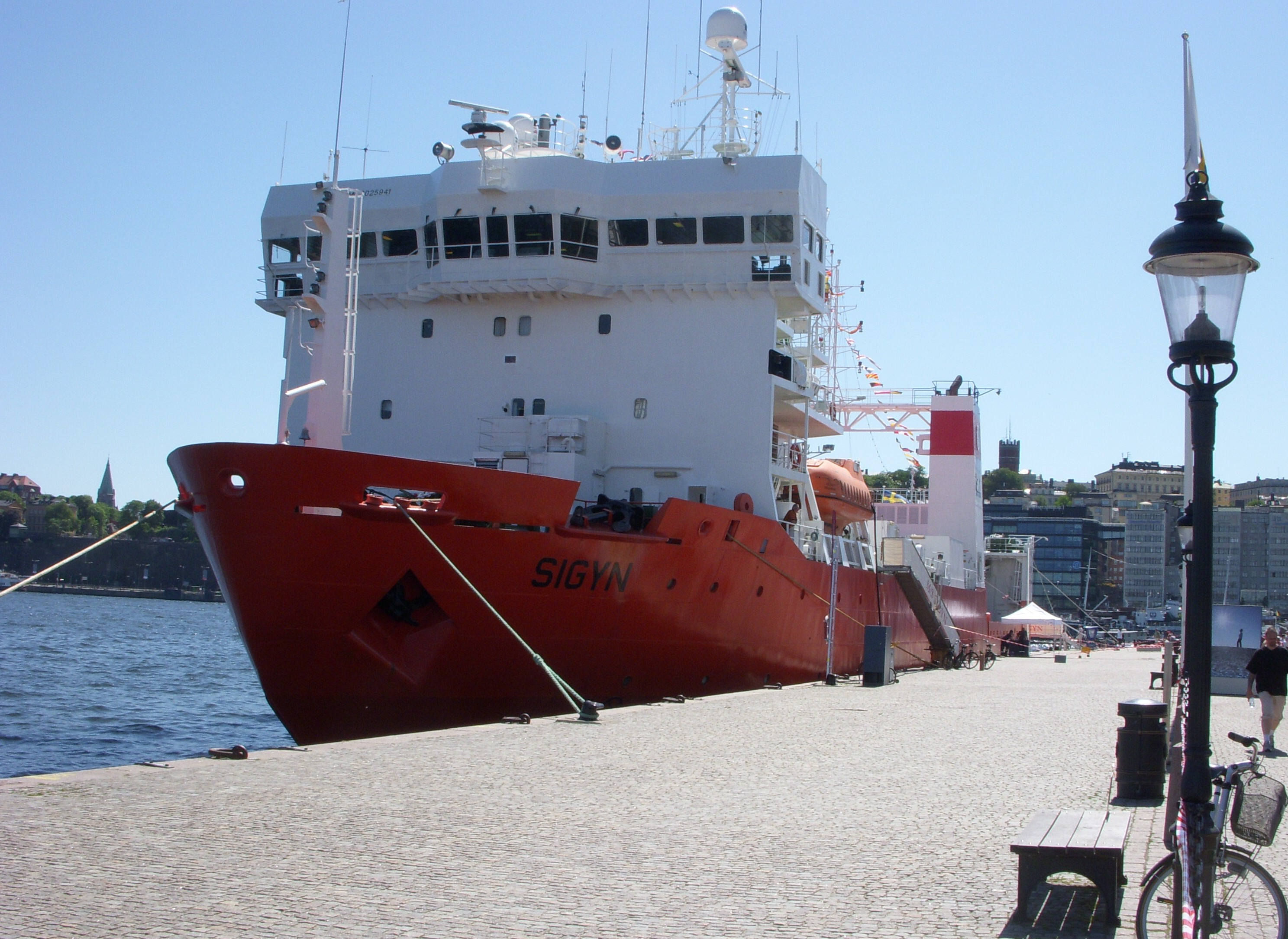
M/S Sigyn, maj 2009
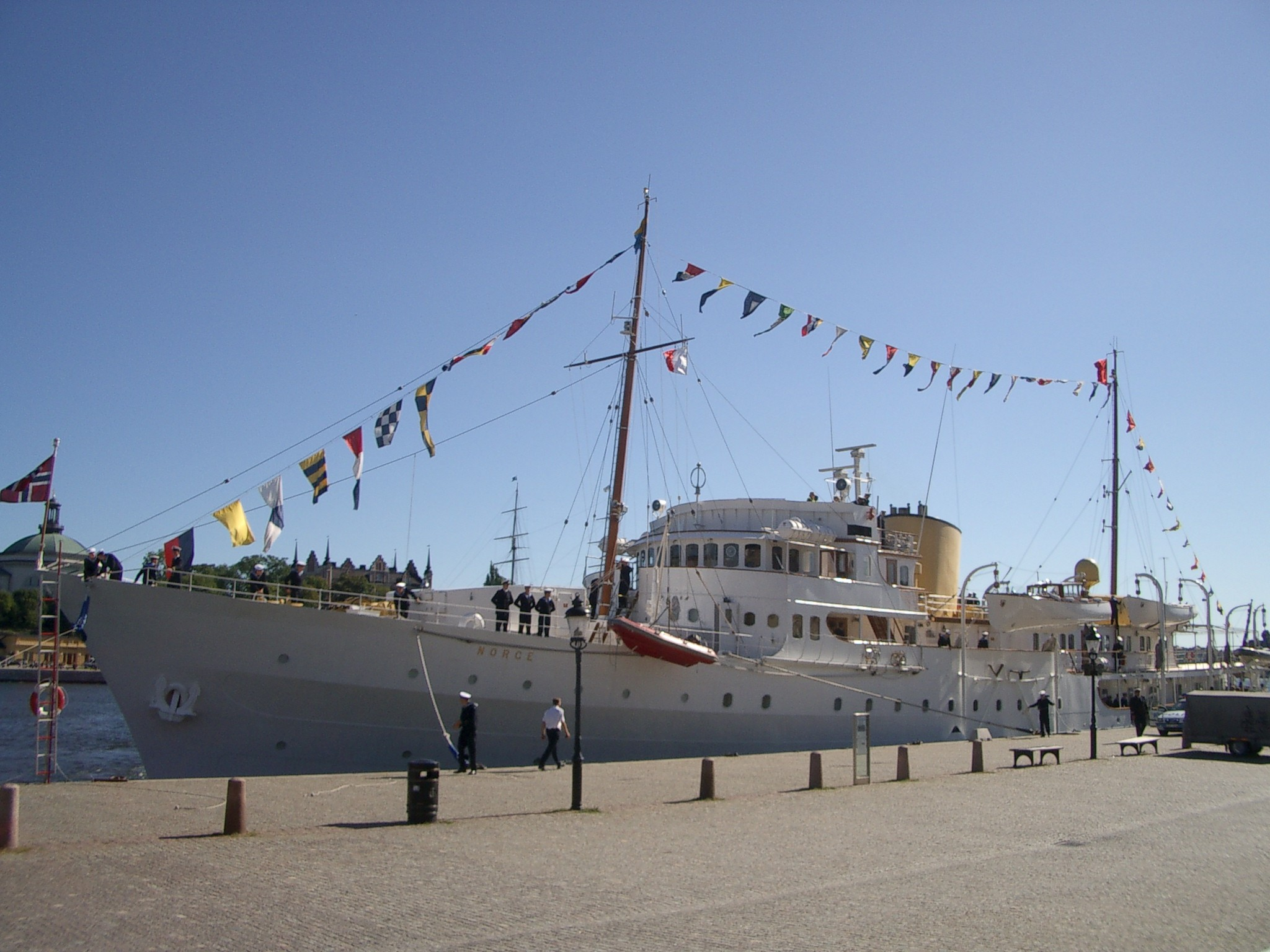
KS Norge, september 2005
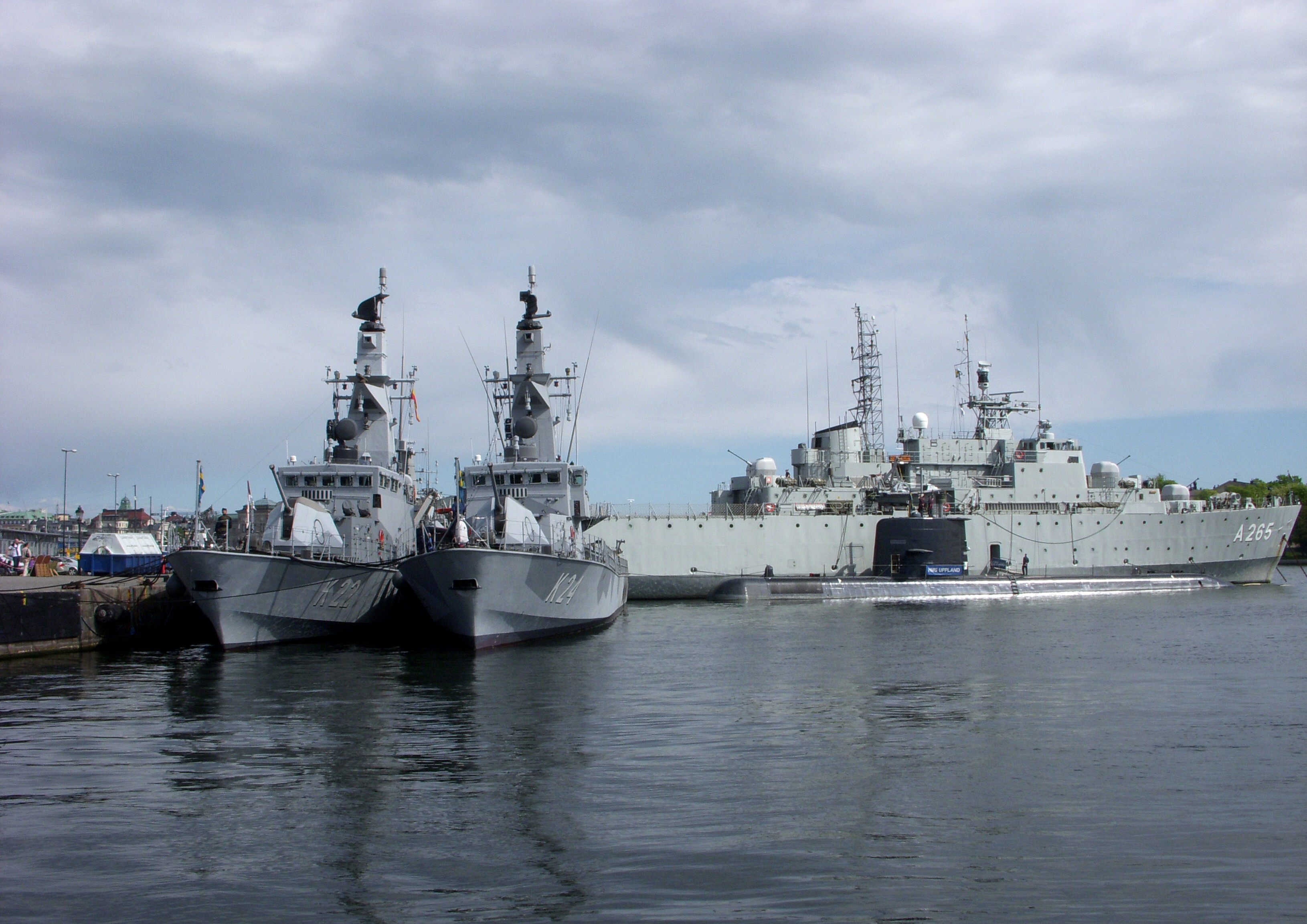
Svenska marinen, maj 2009

Nutida  Skeppsbron
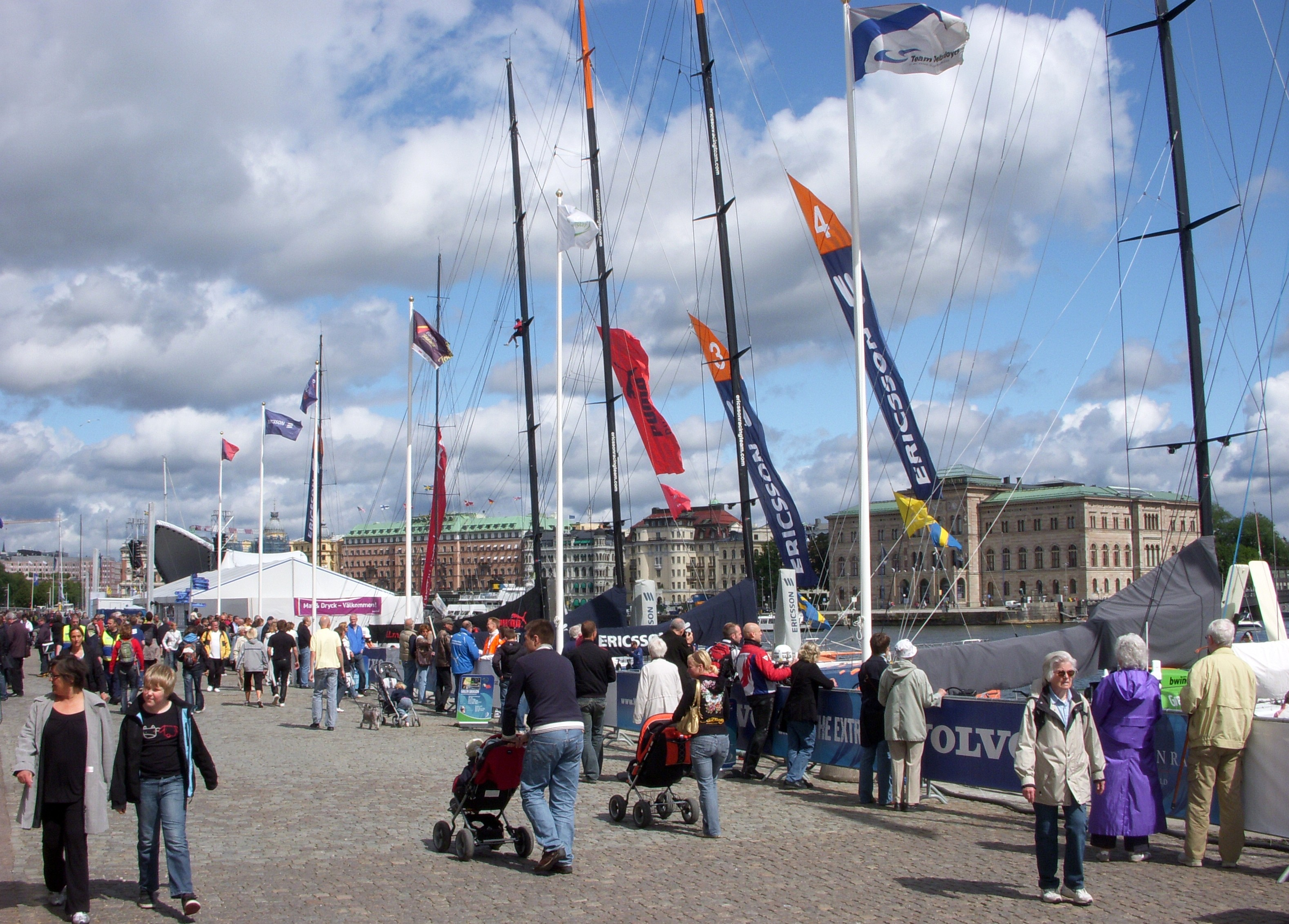
Skeppsbron vid Volvo Ocean Race 2008-2009
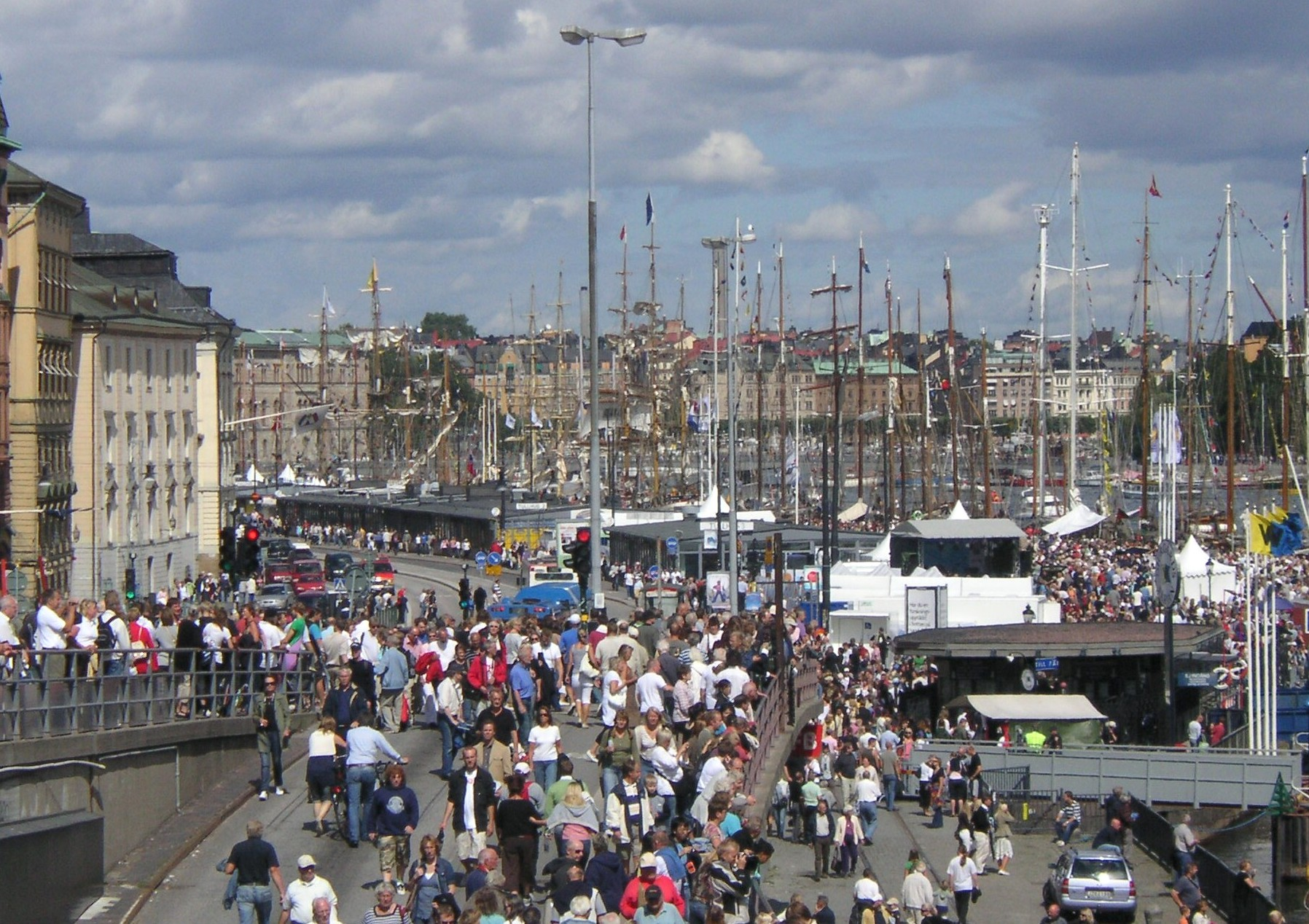
Skeppsbron vid Tall Ship's Races sommaren 2007
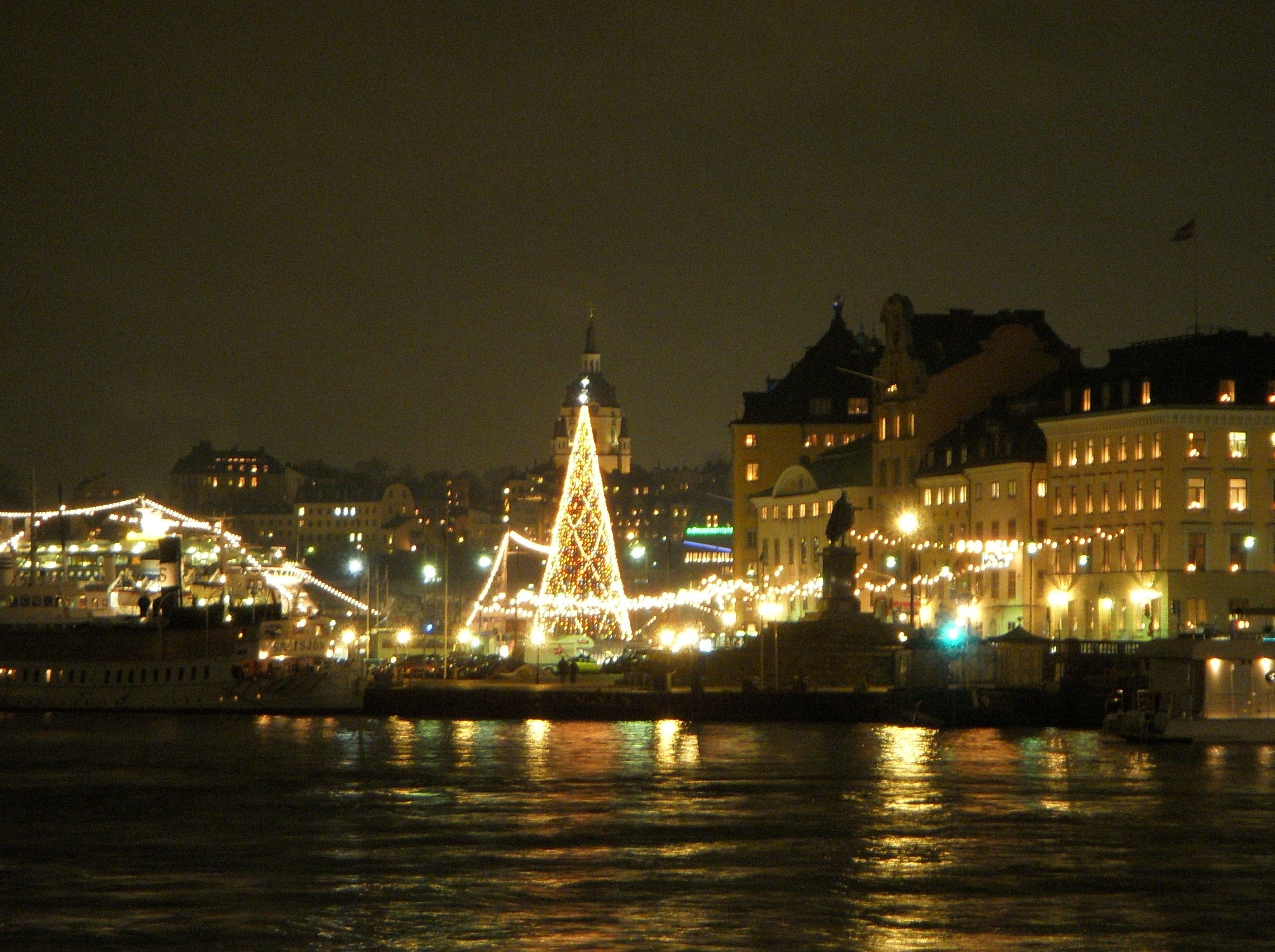
Julstämning på Skeppsbron, 1:a advent 2008
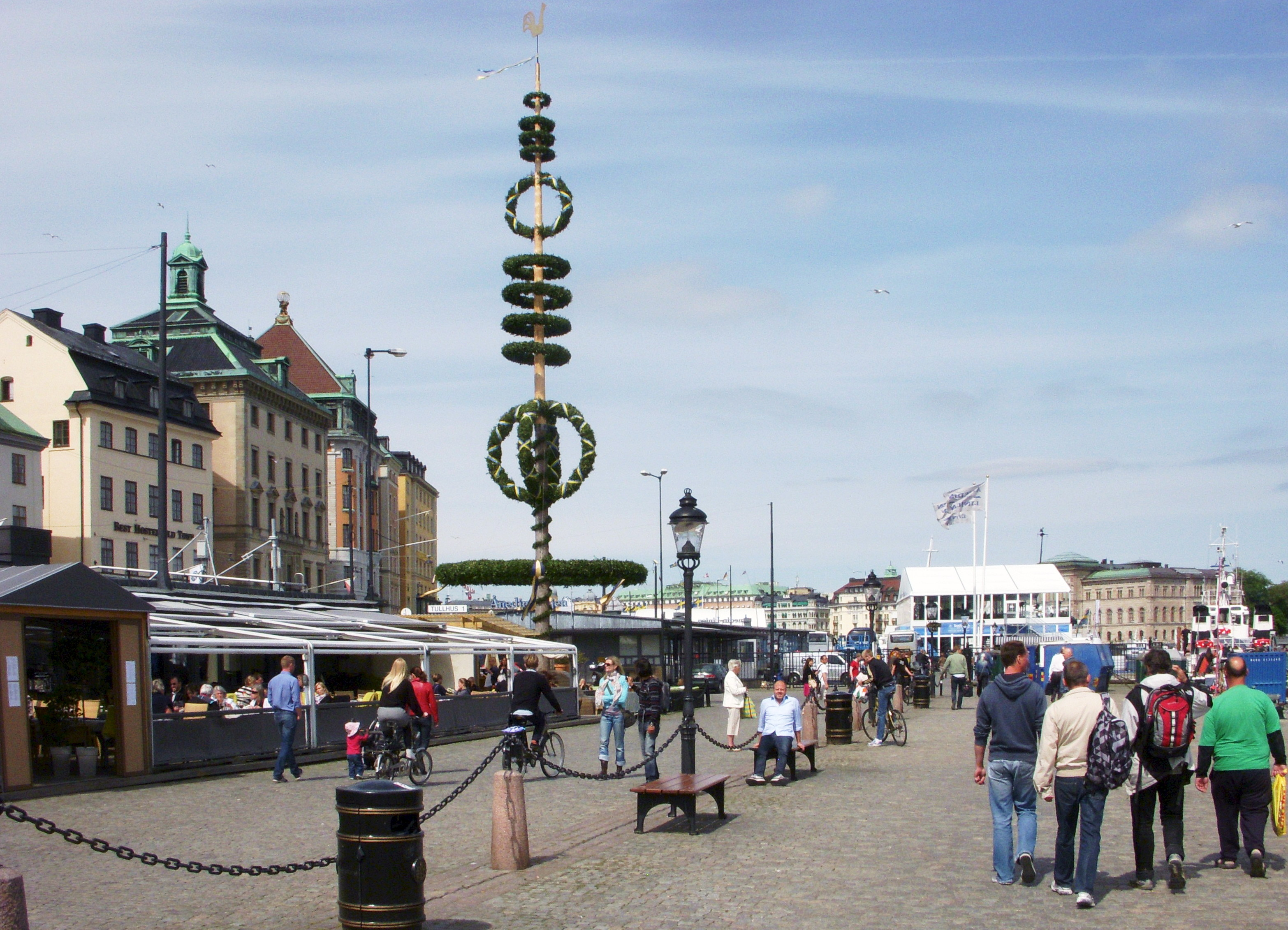
Skeppsbrons tullpaviljonger på Skeppsbrokajen 2010.

År 2003 framlades förslag att ge Skeppsbron och Skeppsbrokajen åter nytt liv. Ett förslag som framfördes av Cristina Stenbeck var att de gamla tullhusen på Skeppsbron skulle byggas om till restauranger och saluhallar. Utanför skulle anläggas en hamn för småbåtar och mindre kryssningsfartyg. Dåvarande finansborgarrådet Annika Billström var entusiastisk och menade: "Jag tycker att det är så läckert. Det är en kärleksförklaring till Stockholm."  År 2005 tillsattes en utredning som kom fram till en något enklare förnyelse av Skeppsbron. Bland annat skall biltrafiken på Skeppsbrokajen reduceras genom ett nytt parkeringsgarage under Slottsbacken. Tullpaviljongerna skall fyllas med en mer publik verksamhet och rustas upp, en ny byggnad planeras för en mindre saluhall. Kryssningstrafiken skall kunna fortsätta att lägga till vid Skeppsbron och en småbåtsbrygga skall tillåta på- och avstigning utan hamnavgift.